# Генерал-адъютанты Российской империи
Генерал-адъютант в Русском царстве и Российской империи первоначально — военный чин. В Табели о рангах, учреждённой указом Петра I от 24 января 1722 года, генерал-адъютант состоял в 6-м классе (на одном уровне с сухопутным полковником и гвардейским майором), генерал-адъютант при генерал-фельдмаршале — в 7-м классе, генерал-адъютант при «генералах полных» — в 8-м классе. В дальнейшем чин генерал-адъютанта трансформировался в свитское звание, для получения которого необходимо было иметь военный чин не ниже 4-го класса.
Свита Его Императорского Величества была учреждена в начале XIX века. С 1843 года входила в состав Императорской Главной квартиры. Свита состояла из лиц, высочайше пожалованных следующими званиями.
- Состоящих при Особе Его Императорского Величества генералов или адмиралов (звание введено в царствование императора Александра I).
- Его (Её) Императорского Величества генерал-адъютантов (чин введён царём Петром I в 1711 году[2]).
- Свиты Его Императорского Величества генерал-майоров и контр-адмиралов (звание учреждено императором Николаем I в 1827 году).
- Его (Её) Императорского Величества флигель-адъютантов (звание введено императрицей Екатериной II в 1775 году).

Кроме того, в Свиту с 1797 по 1801 год входили бригад-майоры Его Величества. Это звание было учреждено 7 января 1797 года высочайшим приказом Павла I.

## Генерал-адъютанты
| ФИО                                                | Портрет | Даты жизни  | Дата производства                                   |
| -------------------------------------------------- | ------- | ----------- | --------------------------------------------------- |
| Авелан, Фёдор Карлович                             |         | 1839 — 1916 | 06.04.1903                                          |
| Адлерберг, Александр Владимирович                  |         | 1818 — 1888 | 06.12.1855                                          |
| Адлерберг, Владимир Фёдорович                      |         | 1791 — 1884 | 29.09.1828                                          |
| Адлерберг, Николай Владимирович                    |         | 1819 — 1892 | 30.08.1857                                          |
| Александр III                                      |         | 1845 — 1894 | 17.04.1868 по 02.03.1881                            |
| Александр II                                       |         | 1818 — 1881 | 17.04.1843 по 18.02.1855                            |
| Александр Михайлович                               |         | 1866 — 1933 | 22.06.1909 по 21.03.1917                            |
| Александров, Павел Константинович                  |         | 1808 — 1857 | 17.11.1855                                          |
| Алексеев, Евгений Иванович                         |         | 1843 — 1917 | 6.05.1901 по 21.03.1917                             |
| Алексеев, Михаил Васильевич                        |         | 1857 — 1918 | 10.04.1916 по 21.03.1917                            |
| Алексей Александрович                              |         | 1850 — 1908 | 19.02.1880                                          |
| Альбединский, Пётр Павлович                        |         | 1826 — 1883 | 27.03.1866                                          |
| Амилахори, Иван Гивич                              |         | 1829 — 1905 | 1901                                                |
| Аминов, Адольф Иванович                            |         | 1806 — 1884 | 28.07.1873                                          |
| Ангальт, Фёдор Астафьевич                          |         | 1732 — 1794 | 02.01.1783                                          |
| Андроников, Иессей Иосифович                       |         | 1798 — 1863 | ? по 1851                                           |
| Андроников, Реваз Иванович                         |         | 1814 — 1878 | 21.09.1871                                          |
| Анненков, Иван Васильевич                          |         | 1814 — 1887 | 20.05.1868                                          |
| Анненков, Николай Николаевич                       |         | 1799 — 1865 | 06.12.1844                                          |
| Анреп-Эльмпт, Иосиф Романович                      |         | 1798 — 1860 | 01.07.1842                                          |
| Апраксин, Степан Фёдорович                         |         | 1792 — 1862 | 05.09.1830                                          |
| Апраксин, Фёдор Андреевич                          |         | 1703 — 1754 | 1754                                                |
| Арапов, Константин Устинович                       |         | 1831 — 1916 | 10.05.1908                                          |
| Арбузов, Алексей Фёдорович                         |         | 1792 — 1861 | 01.01.1844 по 09.02.1853 и 13.04.1854               |
| Аргутинский-Долгорукий, Моисей Захарович           |         | 1797 — 1855 | 20.07.1848                                          |
| Аркас, Николай Андреевич                           |         | 1816 — 1881 | 30.08.1873                                          |
| Арсеньев, Василий Михайлович                       |         | 16? — 1735  | 07.05.1727                                          |
| Арсеньев, Дмитрий Сергеевич                        |         | 1832 — 1915 | 14.05.1896                                          |
| Ахматов, Алексей Петрович                          |         | 1817 — 1870 | 19.04.1864                                          |
| Багратион-Имеретинский, Александр Георгиевич       |         | 1796 — 1862 | 17.09.1852                                          |
| Балашов, Александр Дмитриевич                      |         | 1770 — 1837 | 02.02.1809 по 23.09.1834                            |
| Балк, Пётр Фёдорович                               |         | 1712 — 1762 | 1741                                                |
| Баранов, Николай Трофимович                        |         | 1808 — 1883 | 23.04.1861                                          |
| Баранов, Пётр Петрович фон                         |         | 1843 — 1924 | 03.01.1910 по 21.03.1917                            |
| Баранов, Эдуард Трофимович                         |         | 1811 — 1884 | 17.04.1855                                          |
| Баранцов, Александр Алексеевич                     |         | 1810 — 1882 | 30.08.1855                                          |
| Баратынский, Абрам Андреевич                       |         | 1767 — 1810 | 01.01.1797 по 06.09.1798                            |
| Баратынский, Богдан Андреевич                      |         | 1769 — 1820 | 10.07.1797 по 09.01.1805                            |
| Барклай-де-Толли-Веймарн, Александр Петрович       |         | 1824 — 1905 | 16.04.1867                                          |
| Барятинский, Александр Иванович                    |         | 1815 — 1879 | 06.01.1853                                          |
| Барятинский, Анатолий Иванович                     |         | 1821 — 1881 | 06.08.1866                                          |
| Барятинский, Владимир Анатольевич                  |         | 1843 — 1814 | 1896                                                |
| Барятинский, Владимир Иванович                     |         | 1817 — 1875 | 05.09.1866                                          |
| Басаргин, Владимир Григорьевич                     |         | 1838 — 1893 | 01.01.1892                                          |
| Баумгартен, Александр Карлович                     |         | 1815 — 1883 | 17.04.1874                                          |
| Башуцкий, Павел Яковлевич                          |         | 1771 — 1836 | 15.12.1825                                          |
| Безак, Александр Павлович                          |         | 1800 — 1868 | 19.09.1849                                          |
| Безобразов, Владимир Михайлович                    |         | 1857 — 1932 | 15.12.1914 по 21.03.1917                            |
| Безобразов, Сергей Дмитриевич                      |         | 1801 — 1879 | 13.08.1860                                          |
| Бекетов, Никита Афанасьевич                        |         | 1729 — 1794 | 1794                                                |
| Белосельский-Белозерский, Константин Эсперович     |         | 1843 — 1920 | 06.05.1906 по 21.03.1917                            |
| Бенкендорф, Александр Христофорович                |         | 1782 — 1844 | 22.07.1819                                          |
| Бенкендорф, Константин Константинович              |         | 1816 — 1858 | 17.04.1855                                          |
| Бенкендорф, Константин Христофорович               |         | 1783 — 1828 | 14.10.1826                                          |
| Бенкендорф, Павел Константинович                   |         | 1853 — 1921 | 06.05.1905 по 21.03.1917                            |
| Берг, Фёдор Фёдорович                              |         | 1794 — 1874 | 22.04.1831                                          |
| Бетанкур, Альфонс Августинович                     |         | 1805 — 1875 | 08.09.1855                                          |
| Бибиков, Дмитрий Гаврилович                        |         | 1791 — 1870 | 01.01.1843 по 07.09.1855                            |
| Бибиков, Илья Гаврилович                           |         | 1794 — 1867 | 19.09.1849 по 17.01.1856 и 19.02.1860               |
| Бирон, Густав                                      |         | 1700 — 1746 | 1732                                                |
| Бирон, Карл Густав                                 |         | ? — 1741    | 21.11.1737                                          |
| Бистром, Карл Иванович                             |         | 1770 — 1838 | 20.12.1825                                          |
| Бистром, Родриг Григорьевич                        |         | 1810 — 1886 | 30.08.1860                                          |
| Бобриков, Николай Иванович                         |         | 1839 — 1904 | 17.08.1898                                          |
| Бобринский, Георгий Александрович                  |         | 1863 — 1928 | 09.04.1915 по 21.03.1917                            |
| Бороздин, Николай Михайлович                       |         | 1777 — 1830 | 28.07.1820                                          |
| Бреверн де Лагарди, Александр Иванович             |         | 1814 — 1890 | 26.08.1856                                          |
| Брусилов, Алексей Алексеевич                       |         | 1853 — 1926 | 10.04.1915 по 21.03.1917                            |
| Брюс, Яков Александрович                           |         | 1732 — 1791 | 05.12.1770                                          |
| Будберг, Александр Иванович                        |         | 1796 — 1876 | 06.12.1844                                          |
| Бутаков, Григорий Иванович                         |         | 1820 — 1882 | 03.07.1869                                          |
| Бутаков, Иван Иванович                             |         | 1822 — 1882 | 20.04.1880                                          |
| Бутийе-Шавиньи, Шарль Леон де                      |         | 1743—1818   | ?.12.1797 по 1799                                   |
| Бутурлин, Александр Борисович                      |         | 1694 — 1767 | 1747                                                |
| Бухарский Сеид-Абдулахад                           |         | 1859 — 1910 | 19.02.1902                                          |
| Бухарский Сеид-Алим                                |         | 1880 — 1944 | 30.12.1915 по 21.03.1917                            |
| Бюлер, Карл Фёдорович                              |         | 1805 — 1868 | 22.07.1864                                          |
| Ванновский, Пётр Семёнович                         |         | 1822 — 1904 | 26.02.1878                                          |
| Васильчиков, Виктор Иларионович                    |         | 1820 — 1878 | 14.09.1855 по 16.06.1867                            |
| Васильчиков, Илларион Васильевич                   |         | 1776 — 1847 | 23.07.1801                                          |
| Васильчиков, Илларион Илларионович                 |         | 1805 — 1862 | 06.10.1852                                          |
| Васильчиков, Сергей Илларионович                   |         | 1849 — 1926 | 06.05.1902 по 21.03.1917                            |
| Веймарн, Иван Фёдорович                            |         | 1800 — 1846 | 06.12.1845                                          |
| Веймарн, Пётр Фёдорович                            |         | 1794 — 1846 | 30.08.1834                                          |
| Веригин, Александр Иванович                        |         | 1807 — 1891 | 19.04.1864                                          |
| Вилламов, Григорий Григорьевич                     |         | 1816 — 1869 | 06.08.1864                                          |
| Вильбоа, Никита Петрович                           |         | 1674 — 1760 | 05.04.1727                                          |
| Винцингероде, Фердинанд Фёдорович                  |         | 1770 — 1818 | 12.04.1802 по 03.01.1807 и 11.05.1812               |
| Витгенштейн, Пётр Львович                          |         | 1831 — 1887 | 28.11.1877                                          |
| Сайн-Витгенштейн-Берлебург, Эмилий-Карл Людвигович |         | 1824 — 1878 | 01.01.1868                                          |
| Витовтов, Павел Александрович                      |         | 1797 — 1876 | 19.09.1849                                          |
| Владимир Александрович                             |         | 1847 — 1909 | 10.04.1872 по 16.08.1874                            |
| Влодек, Михаил Фёдорович                           |         | 1780 — 1849 | 06.10.1831                                          |
| Воейков, Николай Васильевич                        |         | 1832 — 1898 | 30.08.1876                                          |
| Воинов, Александр Львович                          |         | 1770 — 1831 | 15.12.1825                                          |
| Волков, Пётр Николаевич                            |         | 1817 — 1899 | 06.12.1864                                          |
| Волконский, Михаил Никитич                         |         | 1713 — 1788 | 05.12.1771 по 1789                                  |
| Волконский, Пётр Михайлович                        |         | 1776 — 1852 | 15.09.1801                                          |
| Волынский, Артемий Петрович                        |         | 1689 — 1740 | 06.12.1734-28.01.1736                               |
| Воронцов, Михаил Семёнович                         |         | 1782 — 1856 | 30.08.1815                                          |
| Воронцов, Семён Михайлович                         |         | 1823 — 1882 | 06.12.1856                                          |
| Воронцов-Дашков, Илларион Иванович                 |         | 1837 — 1916 | 19.02.1875                                          |
| Воропанов, Николай Фаддеевич                       |         | 1785 — 1829 | 15.12.1825                                          |
| Врангель, Александр Евстафьевич                    |         | 1804 — 1880 | 30.08.1857                                          |
| Врангель, Фердинанд Петрович                       |         | 1796 — 1870 | 15.04.1856                                          |
| Вревский, Павел Александрович                      |         | 1809 — 1855 | 11.04.1854                                          |
| Вюртембергский, Адам Карл                          |         | 1792 — 1847 | 25.06.1830 по 31.12.1844                            |
| Гагарин, Павел Гаврилович                          |         | 1777 — 1850 | 26.11.1799 по 26.07.1800 и 01.08.1800 по 20.11.1814 |
| Галахов, Александр Павлович                        |         | 1802 — 1863 | 06.12.1852                                          |
| Галл, Александр Александрович                      |         | 1831 — 1904 | 02.03.1881                                          |
| Ганецкий, Иван Степанович                          |         | 1810 — 1887 | 28.11.1878                                          |
| Гейден, Логин Логинович                            |         | 1806 — 1901 | 03.04.1849                                          |
| Гейден, Фёдор Логгинович                           |         | 1821 — 1900 | 30.08.1862                                          |
| Гейсмар, Фёдор Клементьевич                        |         | 1783 — 1848 | 31.10.1828                                          |
| Георгий Михайлович                                 |         | 1863 — 1919 | 22.07.1909 по 21.03.1917                            |
| Гербель, Карл Густавович                           |         | 1788 — 1852 | 30.08.1839                                          |
| Геруа, Александр Клавдиевич                        |         | 1784 — 1852 | 22.08.1826                                          |
| Гершельман, Константин Иванович                    |         | 1825 — 1898 | 17.04.1876                                          |
| Герштенцвейг, Александр Данилович                  |         | 1818 — 1861 | 17.04.1859                                          |
| Гессе, Пётр Павлович                               |         | 1846 — 1905 | 26.05.1896                                          |
| Гильденштуббе, Александр Иванович                  |         | 1801 — 1884 | 08.09.1859                                          |
| Глазенап, Богдан Александрович фон                 |         | 1811 — 1892 | 21.06.1858                                          |
| Глинка-Маврин, Борис Григорьевич                   |         | 1810 — 1895 | 26.08.1856                                          |
| Гогель, Григорий Фёдорович                         |         | 1808 — 1881 | 26.08.1856                                          |
| Гогенлоэ-Вальденбург-Шиллингсфюрст, Фридрих        |         | 1814 — 1884 | 26.08.1856                                          |
| Голенищев-Кутузов, Александр Васильевич            |         | 1846 — 1897 | 1896                                                |
| Голенищев-Кутузов, Василий Павлович                |         | 1803 — 1873 | 05.06.1867                                          |
| Голенищев-Кутузов, Павел Васильевич                |         | 1772 — 1843 | 30.08.1810                                          |
| Голицын, Александр Михайлович                      |         | 1718 — 1783 | 05.12.1771                                          |
| Голицын, Борис Андреевич                           |         | 1766 — 1822 | ?.03.1798 по 1800                                   |
| Голицын, Борис Дмитриевич                          |         | 1819 — 1878 | 20.04.1869                                          |
| Голицын, Владимир Дмитриевич                       |         | 1815 — 1888 | 25.03.1863                                          |
| Голицын, Григорий Сергеевич                        |         | 1779 — 1848 | 27.06.1798 по 12.02.1799                            |
| Голицын, Григорий Сергеевич                        |         | 1838 — 1907 | 02.03.1897                                          |
| Голицын, Дмитрий Борисович                         |         | 1851 — 1920 | 06.05.1901 по 21.03.1917                            |
| Голицын, Иван Фёдорович                            |         | 1731 — 1797 | 28.12.1761 по 28.06.1762 и 12.11.1796               |
| Голицын, Михаил Михайлович                         |         | 1684 — 1764 | 1731                                                |
| Голицын, Михаил Михайлович                         |         | 1840 — 1918 | 29.03.1909 по 21.03.1917                            |
| Голицын, Михаил Павлович                           |         | 1822 — 1868 | 28.10.1866                                          |
| Голицын, Пётр Борисович                            |         | 1763 — ?    | 27.07.1798 по 12.02.1799                            |
| Голицын, Сергей Павлович                           |         | 1815 — 1888 | 30.08.1874                                          |
| Головин, Евгений Александрович                     |         | 1782 — 1858 | 15.12.1825 по 18.04.1830                            |
| Головин, Николай Фёдорович                         |         | 1695 — 1745 | 05.05.1726                                          |
| Горчаков, Михаил Дмитриевич                        |         | 1792 — 1861 | 06.12.1829                                          |
| Граббе, Павел Христофорович                        |         | 1789 — 1875 | 25.06.1839 по 09.02.1853 и 25.06.1854               |
| Грейг, Самуил Алексеевич                           |         | 1827 — 1887 | 15.10.1867                                          |
| Григорович, Иван Константинович                    |         | 1853 — 1930 | 06.12.1912 по 21.03.1917                            |
| Гринвальд, Артур Александрович                     |         | 1847 — 1922 | 30.07.1904 по 21.03.1917                            |
| Гринвальд, Родион Егорович                         |         | 1797 — 1877 | 30.09.1850                                          |
| Гриппенберг, Оскар-Фердинанд Казимирович           |         | 1838 — 1915 | 30.07.1904                                          |
| Гудович, Андрей Васильевич                         |         | 1730 — 1808 | 28.12.1761 по 28.06.1762                            |
| Гурко, Иосиф Владимирович                          |         | 1828 — 1901 | 03.07.1877                                          |
| Дадиани, Григорий Леванович                        |         | 1814 — 1901 | 11.03.1880                                          |
| Данилов, Владимир Николаевич                       |         | 1852 — 1914 | 06.04.1906                                          |
| Данилов, Михаил Павлович                           |         | 1825 — 1906 | 17.08.1898                                          |
| Данилович, Григорий Григорьевич                    |         | 1825 — 1906 | 02.03.1881                                          |
| Девиер, Антон Мануилович                           |         | 1682 — 1745 | 1711                                                |
| Дедюлин, Владимир Александрович                    |         | 1858 — 1913 | 06.05.1909                                          |
| Деллингсгаузен, Иван Фёдорович                     |         | 1794 — 1845 | 06.10.1831                                          |
| Демидов, Николай Иванович                          |         | 1771 — 1833 | 15.12.1825                                          |
| Демидов, Пётр Григорьевич                          |         | 1807 — 1862 | 08.09.1855                                          |
| Ден, Андрей Ефимович фон                           |         | 1816 — 1878 | 30.08.1871                                          |
| Депрерадович, Николай Иванович                     |         | 1767 — 1843 | 22.07.1819                                          |
| Джамбакуриан-Орбелиани, Григорий Дмитриевич        |         | 1804 — 1883 | 10.11.1857                                          |
| Дибич-Забалканский, Иван Иванович                  |         | 1785 — 1831 | 08.06.1818                                          |
| Диков, Иван Михайлович                             |         | 1833 — 1914 | 14.05.1906                                          |
| Дмитриев-Мамонов, Александр Матвеевич              |         | 1758 — 1803 | 04.05.1788 по 06.11.1796                            |
| Дмитрий Константинович                             |         | 1860 — 1919 | 06.12.1904 по 21.03.1917                            |
| Долгоруков, Василий Андреевич                      |         | 1804 — 1868 | 22.09.1845                                          |
| Долгоруков, Василий Юрьевич                        |         | 1776 — 1810 | 22.07.1807                                          |
| Долгоруков, Владимир Андреевич                     |         | 1810 — 1891 | 17.04.1855                                          |
| Долгоруков, Григорий Фёдорович                     |         | 1657 — 1723 | 1700                                                |
| Долгоруков, Илья Андреевич                         |         | 1797 — 1848 | 28.01.1848                                          |
| Долгоруков, Михаил Петрович                        |         | 1780 — 1808 | 09.04.1807                                          |
| Долгоруков, Николай Андреевич                      |         | 1792 — 1847 | 25.06.1830 по 06.12.1833                            |
| Долгоруков, Николай Сергеевич                      |         | 1840 — 1913 | 1896                                                |
| Долгоруков, Пётр Петрович                          |         | 1777 — 1806 | 23.12.1798                                          |
| Дондуков-Корсаков, Александр Михайлович            |         | 1820 — 1893 | 26.11.1869                                          |
| Драгомиров, Михаил Иванович                        |         | 1830 — 1905 | 15.06.1878                                          |
| Дрентельн, Александр Романович                     |         | 1820 — 1888 | 06.07.1867                                          |
| Дризен, Александр Фёдорович                        |         | 1824 — 1892 | 23.08.1878                                          |
| Дризен, Карл-Вильгельм Карлович                    |         | 1746 — 1827 | 18.03.1798 по 23.10.1798                            |
| Дубасов, Фёдор Васильевич                          |         | 1845 — 1912 | 14.03.1905                                          |
| Дурново, Пётр Павлович                             |         | 1835 — 1919 | 30.07.1905 по 21.03.1917                            |
| Дьяков, Пётр Николаевич                            |         | 1788 — 1860 | 25.06.1831                                          |
| Евдокимов, Николай Иванович                        |         | 1804 — 1873 | 06.08.1859                                          |
| Енгалычев, Павел Николаевич                        |         | 1864 — 1944 | 22.03.1915 по 21.03.1917                            |
| Жеребков, Алексей Герасимович                      |         | 1837 — 1922 | 24.01.1914 по 21.03.1917                            |
| Жиров, Дмитрий Иванович                            |         | 1807 — 1886 | 20.04.1875                                          |
| Жомини, Генрих                                     |         | 1779 — 1869 | 15.12.1813                                          |
| Жуковский, Михаил Михайлович                       |         | 1821 — 1907 | 06.08.1876                                          |
| Завадовский, Пётр Васильевич                       |         | 1739 — 1812 | 02.01.1776 по 01.01.1780                            |
| Закревский, Арсений Андреевич                      |         | 1783 — 1865 | 08.10.1813-19.11.1831 и 06.05.1848                  |
| Зарубаев, Николай Платонович                       |         | 1843 — 1912 | 1905                                                |
| Засс, Корнилий Корнилиевич                         |         | 1793 — 1857 | 12.09.1851 по 09.02.1853 и 25.06.1854               |
| Зеленой, Александр Алексеевич                      |         | 1819 — 1880 | 17.04.1863                                          |
| Зиновьев, Василий Васильевич (генерал)             |         | 1814 — 1888 | 02.03.1881                                          |
| Зиновьев, Василий Николаевич                       |         | 1755 — 1827 | 1775                                                |
| Зиновьев, Николай Васильевич                       |         | 1801 — 1882 | 19.02.1855                                          |
| Зорич, Семён Гаврилович                            |         | 1745 — 1799 | 22.09.1777                                          |
| Зубов, Валериан Александрович                      |         | 1771 — 1804 | 22.09.1795 по 06.11.1796                            |
| Зубов, Платон Александрович                        |         | 1767 — 1822 | 12.03.1792                                          |
| Иванов, Николай Иудович                            |         | 1851 — 1919 | 06.12.1907 по 21.03.1917                            |
| Иванов-Луцевин, Николай Фёдорович                  |         | 1839 — 1929 | 19.03.1914 по 21.03.1917                            |
| Игнатьев, Алексей Павлович                         |         | 1842 — 1906 | 05.09.1904                                          |
| Игнатьев, Николай Павлович                         |         | 1832 — 1908 | 08.12.1860                                          |
| Игнатьев, Павел Николаевич                         |         | 1797 — 1879 | 06.12.1846                                          |
| Имеретинский, Александр Константинович             |         | 1837 — 1909 | 16.04.1878                                          |
| Исаков, Николай Васильевич                         |         | 1821 — 1891 | 04.04.1865                                          |
| Исленьев, Николай Александрович                    |         | 1785 — 1851 | 15.12.1825                                          |
| Кавелин, Александр Александрович                   |         | 1793 — 1850 | 19.04.1831                                          |
| Казакевич, Пётр Васильевич                         |         | 1816 — 1887 | 01.01.1878                                          |
| Казнаков, Николай Геннадьевич                      |         | 1823 — 1885 | 10.04.1867                                          |
| Казнаков, Николай Иванович                         |         | 1834 — 1906 | 13.08.1902                                          |
| Каннабих, Иван Яковлевич                           |         | ? — ?       | 31.08.1798                                          |
| Карцов, Александр Петрович                         |         | 1817 — 1875 | 19.04.1864                                          |
| Катенин, Александр Андреевич                       |         | 1800 — 1860 | 03.04.1849                                          |
| Кауфман, Константин Петрович фон                   |         | 1818 — 1882 | 06.12.1864                                          |
| Кауфман, Михаил Петрович                           |         | 1822 — 1902 | 25.11.1869                                          |
| Киселёв, Павел Дмитриевич                          |         | 1788 — 1872 | 06.10.1823                                          |
| Клейгельс, Николай Васильевич                      |         | 1850 — 1916 | 06.05.1903                                          |
| Клейнмихель, Пётр Андреевич                        |         | 1793 — 1869 | 22.08.1826                                          |
| Клюпфель, Владислав Филиппович                     |         | 1796 — 1885 | 07.12.1867                                          |
| Кнорринг, Владимир Карлович                        |         | 1784 — 1864 | 06.12.1838                                          |
| Кнорринг, Роман Иванович                           |         | 1812 — 1876 | 11.04.1854                                          |
| Князев, Иван Иванович                              |         | 1747 — ?    | 27.02.1797                                          |
| Кожин, Сергей Алексеевич                           |         | 1769 — 1807 | 07.07.1799                                          |
| Козлов, Александр Александрович                    |         | 1837 — 1924 | 17.04.1905                                          |
| Козлянинов, Николай Фёдорович                      |         | 1818 — 1892 | 28.03.1871                                          |
| Кокошкин, Сергей Александрович                     |         | 1796 — 1861 | 06.12.1840                                          |
| Колзаков, Павел Андреевич                          |         | 1779 — 1864 | 25.06.1831 по 11.04.1853 и 17.11.1855               |
| Комаров, Константин Виссарионович                  |         | 1832 — 1912 | 08.08.1910                                          |
| Комаровский, Евграф Федотович                      |         | 1769 — 1843 | 17.07.1801                                          |
| Коновницын, Пётр Петрович                          |         | 1764 — 1822 | 20.12.1812                                          |
| Константин Константинович                          |         | 1858 — 1915 | 01.01.1901                                          |
| Константин Николаевич                              |         | 1827 — 1892 | 26.11.1852                                          |
| Константин Павлович                                |         | 1779 — 1831 | 08.10.1819                                          |
| Копытов, Николай Васильевич                        |         | 1833 — 1901 | 06.05.1898                                          |
| Корнилов, Владимир Алексеевич                      |         | 1806 — 1854 | 02.10.1852                                          |
| Корсаков, Никита Васильевич                        |         | 1821 — 1890 | 16.04.1878                                          |
| Корф, Андрей Николаевич                            |         | 1831 — 1893 | 08.11.1879                                          |
| Корф, Василий Сергеевич                            |         | 1807 — 1883 | 06.12.1854                                          |
| Корф, Павел Иванович                               |         | 1803 — 1867 | 30.08.1862                                          |
| Корф, Фёдор Карлович                               |         | 1773 — 1823 | 14.09.1810                                          |
| Костанда, Апостол Спиридонович                     |         | 1817 — 1898 | 29.06.1874                                          |
| Костылёв, Марк Абрамович                           |         | 1756 — 1826 | 20.06.1797                                          |
| Котлубицкий, Николай Осипович                      |         | 1769 — 1849 | 01.01.1797 по 04.09.1802                            |
| Коцебу, Павел Евстафьевич                          |         | 1801 — 1884 | 02.10.1847                                          |
| Кочубей, Виктор Сергеевич                          |         | 1860 — 1923 | 27.06.1909 по 21.03.1917                            |
| Краббе, Николай Карлович                           |         | 1814 — 1876 | 26.09.1858                                          |
| Красинский, Викентий Корвин                        |         | 1782 — 1858 | 10.03.1818                                          |
| Краснокутский, Николай Александрович               |         | 1818 — 1891 | 21.09.1868                                          |
| Красовский, Афанасий Иванович                      |         | 1781 — 1843 | 20.11.1831                                          |
| Крейц, Киприан Антонович                           |         | 1777 — 1850 | 06.10.1831                                          |
| Кремер, Оскар Карлович                             |         | 1829 — 1904 | 26.02.1886                                          |
| Крыжановский, Николай Андреевич                    |         | 1818 — 1888 | 28.05.1862                                          |
| Курнатовский, Сигизмунд Адамович                   |         | 1776 — 1845 | 12.05.1829                                          |
| Куропаткин, Алексей Николаевич                     |         | 1848 — 1925 | 14.04.1902 по 21.03.1917                            |
| Кушелев, Григорий Григорьевич                      |         | 1754 — 1833 | 07.11.1796 по 03.03.1798                            |
| Кушелев, Сергей Егорович                           |         | 1821 — 1890 | 17.04.1862                                          |
| Лазарев, Иван Давидович                            |         | 1820 — 1879 | 26.11.1878                                          |
| Лазарев, Михаил Петрович                           |         | 1788 — 1851 | 01.07.1833                                          |
| Ламберт, Иосиф Карлович                            |         | 1809 — 1879 | 30.08.1861                                          |
| Ламберт, Карл Карлович                             |         | 1815 — 1865 | 17.04.1855                                          |
| Ламберт, Карл Осипович                             |         | 1773 — 1843 | 30.08.1811                                          |
| Ламздорф, Николай Матвеевич                        |         | 1804 — 1877 | 20.04.1869                                          |
| Ланской, Александр Дмитриевич                      |         | 1758 — 1784 | 01.02.1784                                          |
| Ланской, Пётр Петрович                             |         | 1799 — 1877 | 03.04.1849                                          |
| Ларошфуко-Байе, Жан де                             |         | 1757 — 1834 | ?.12.1797 по 1799                                   |
| Лауниц, Василий Фёдорович                          |         | 1802 — 1864 | 30.08.1863                                          |
| Левашов, Василий Васильевич                        |         | 1783 — 1848 | 18.02.1817                                          |
| Левашов, Николай Васильевич                        |         | 1827 — 1888 | 15.10.1867                                          |
| Лёвенвольде, Карл Густав                           |         | 16? — 1735  | 1730                                                |
| Лёвенвольде, Карл Леопольд                         |         | ? — ?       | 1718                                                |
| Лейхтенбергский, Георгий Максимилианович           |         | 1852 — 1912 | 18.04.1910                                          |
| Лейхтенбергский, Евгений Максимилианович           |         | 1847 — 1901 | 08.06.1897                                          |
| Лейхтенбергский, Максимилиан                       |         | 1817 — 1852 | 06.12.1845                                          |
| Лейхтенбергский, Николай Максимилианович           |         | 1843 — 1890 | 07.05.1890                                          |
| Лесовский, Степан Степанович                       |         | 1817 — 1884 | 01.01.1869                                          |
| Лешерн, Андрей Васильевич                          |         | ? — ?       | 28.12.1761 по 28.06.1762                            |
| Ливен, Вильгельм Карлович                          |         | 1800 — 1880 | 06.12.1845                                          |
| Ливен, Христофор Андреевич                         |         | 1774 — 1838 | 24.06.1798                                          |
| Лидерс, Александр Николаевич                       |         | 1790 — 1874 | 28.07.1849                                          |
| Линевич, Николай Петрович                          |         | 1838 — 1908 | 04.10.1905                                          |
| Литке, Фёдор Петрович                              |         | 1797 — 1882 | 01.06.1842                                          |
| Лобанов-Ростовский, Алексей Яковлевич              |         | 1795 — 1848 | 06.12.1833                                          |
| Лобко, Павел Львович                               |         | 1838 — 1905 | 26.10.1905                                          |
| Ломен, Николай Николаевич                          |         | 1843 — 1909 | 06.05.1901                                          |
| Лопухин, Пётр Андреевич                            |         | 1767 — 1834 | 05.04.1799 по 29.09.1801                            |
| Лопухин, Степан Васильевич                         |         | 1685 — 1748 | 1727                                                |
| Лорис-Меликов, Михаил Тариэлович                   |         | 1825 — 1888 | 30.08.1865                                          |
| Лутковский, Иван Сергеевич                         |         | 1805 — 1888 | 15.04.1856                                          |
| Люберас фон Потт, Иоганн Людвиг                    |         | 1687 — 1752 | 24.10.1740                                          |
| Майдель, Егор Иванович                             |         | 1817 — 1881 | 06.01.1876                                          |
| Максимович, Константин Клавдиевич                  |         | 1849 — 1921 | 30.07.1904 по 21.03.1917                            |
| Манзей, Константин Николаевич                      |         | 1821 — 1905 | 19.02.1875                                          |
| Мансуров, Александр Павлович                       |         | 1788 — 1880 | 06.12.1835                                          |
| Мартынов, Павел Петрович                           |         | 1782 — 1838 | 15.12.1825                                          |
| Масальский, Николай Фёдорович                      |         | 1812 — 1880 | 06.08.1870                                          |
| Мезенцов, Николай Владимирович                     |         | 1827 — 1878 | 17.05.1871                                          |
| Мейендорф, Александр Егорович                      |         | 1848 — 1907 | 12.06.1906                                          |
| Мейендорф, Егор Фёдорович                          |         | 1794 — 1879 | 01.07.1842                                          |
| Мейендорф, Феофил Егорович                         |         | 1838 — 1919 | 06.05.1902 по 21.03.1917                            |
| Мекленбург-Стрелицкий, Георг-Август                |         | 1823 — 1876 | 17.04.1860                                          |
| Мекленбург-Стрелицкий, Михаил Георгиевич           |         | 1863 — 1934 | 01.12.1915 по 21.03.1917                            |
| Меликов, Леван Иванович                            |         | 1817 — 1892 | 13.09.1861                                          |
| Меллер-Закомельский, Егор Иванович                 |         | 1767 — 1830 | 01.07.1810                                          |
| Меллер-Закомельский, Николай Иванович              |         | 1813 — 1887 | 21.09.1868                                          |
| Меншиков, Александр Сергеевич                      |         | 1787 — 1869 | 06.10.1817 по 20.11.1824 и 01.10.1826               |
| Меншиков, Владимир Александрович                   |         | 1814 — 1893 | 17.02.1855                                          |
| Мердер, Карл Карлович                              |         | 1788 — 1834 | 10.03.1833                                          |
| Мердер, Пётр Карлович                              |         | 1819 — 1894 | 16.04.1866                                          |
| Мерхилевич, Сигизмунд Венедиктович                 |         | 1800 — 1872 | 16.08.1857                                          |
| Мещеринов, Григорий Васильевич                     |         | 1827 — 1901 | 26.12.1876                                          |
| Микулин, Василий Яковлевич                         |         | 1792 — 1841 | 06.12.1838                                          |
| Милютин, Дмитрий Алексеевич                        |         | 1816 — 1912 | 06.08.1859                                          |
| Минквиц, Александр Фёдорович                       |         | 1816 — 1882 | 21.09.1868                                          |
| Михаил Александрович                               |         | 1878 — 1918 | 01.09.1916 по 21.03.1917                            |
| Михаил Николаевич                                  |         | 1832 — 1909 | 25.01.1856                                          |
| Михаил Павлович                                    |         | 1798 — 1849 | 23.09.1831                                          |
| Мишо, Александр Францевич                          |         | 1771 — 1841 | 08.10.1813                                          |
| Мищенко, Павел Иванович                            |         | 1853 — 1918 | 22.10.1904 по 21.03.1917                            |
| Мордвинов, Дмитрий Сергеевич                       |         | 1820 — 1894 | 16.04.1872                                          |
| Муравьёв-Карский, Николай Николаевич               |         | 1794 — 1866 | 01.07.1833 по 31.12.1837 и 29.11.1854               |
| Муравьёв-Амурский, Николай Николаевич              |         | 1809 — 1881 | 06.12.1857                                          |
| Мусин-Пушкин, Александр Иванович                   |         | 1827 — 1903 | 17.04.1874                                          |
| Мусин-Пушкин, Валентин Платонович                  |         | 1735 — 1804 | 02.01.1783 по 06.11.1796                            |
| Набоков, Иван Александрович                        |         | 1787 — 1852 | 01.02.1844                                          |
| Назимов, Владимир Иванович                         |         | 1802 — 1874 | 03.04.1849                                          |
| Нарышкин, Кирилл Алексеевич                        |         | 1670 — 1723 | 1714                                                |
| Нарышкин, Лев Александрович (1785)                 |         | 1785 — 1846 | 06.12.1843                                          |
| Нарышкин, Семён Григорьевич                        |         | 1683 — 1747 | 1712                                                |
| Нахичеванский, Гусейн Хан                          |         | 1863 — 1919 | 01.06.1915 по 21.03.1917                            |
| Нащокин, Василий Александрович                     |         | 1707 — 1760 | 03.07.1759                                          |
| Нейдгардт, Александр Иванович                      |         | 1784 — 1845 | 15.12.1825                                          |
| Неклюдов, Дмитрий Николаевич                       |         | ? — ?       | 01.01.1797                                          |
| Нелидов, Аркадий Иванович                          |         | 1772 — 1834 | 21.01.1797 по 19.08.1798                            |
| Неплюев, Дмитрий Николаевич                        |         | 1763 — 1806 | 01.01.1797 по 03.05.1798                            |
| Неплюев, Иван Николаевич                           |         | 1750 — 1823 | 01.01.1797 по 08.09.1799                            |
| Непокойчицкий, Артур Адамович                      |         | 1813 — 1881 | 30.08.1874                                          |
| Никитин, Владимир Николаевич (генерал)             |         | 1848 — 1922 | 1913                                                |
| Николаев, Александр Николаевич                     |         | 1850 — 1916 | 18.04.1910                                          |
| Николаи, Леонтий Павлович                          |         | 1820 — 1891 | 06.12.1862                                          |
| Николай Михайлович                                 |         | 1859 — 1919 | 06.05.1903 по 21.03.1917                            |
| Николай Николаевич Старший                         |         | 1831 — 1891 | 25.01.1856                                          |
| Николай Николаевич Младший                         |         | 1856 — 1929 | 14.11.1894 по 21.03.1917                            |
| Нилов, Константин Дмитриевич                       |         | 1856 — 1919 | 05.10.1908 по 21.03.1917                            |
| Новосильский, Фёдор Михайлович                     |         | 1808 — 1892 | 17.04.1863                                          |
| Новосильцов, Антон Васильевич                      |         | 1850 — 1923 | 02.02.1914 по 21.03.1917                            |
| Норденстам, Иван Иванович                          |         | 1802 — 1882 | 05.07.1876                                          |
| Ностиц, Григорий Иванович (1781)                   |         | 1781 — 1838 | 10.09.1835                                          |
| Оболенский, Иван Михайлович                        |         | 1853 — 1910 | 01.08.1904                                          |
| Оболенский, Николай Николаевич                     |         | 1833 — 1898 | 1896                                                |
| Обручев, Николай Николаевич                        |         | 1830 — 1904 | 17.04.1878                                          |
| Огарёв, Николай Александрович                      |         | 1811 — 1867 | 19.09.1849                                          |
| Одоевский-Маслов, Николай Николаевич               |         | 1824 — 1919 | 26.05.1913 по 21.03.1917                            |
| Ожаровский, Адам Петрович                          |         | 1776 — 1855 | 22.07.1807 по 23.10.1827                            |
| Олсуфьев, Александр Васильевич                     |         | 1843 — 1907 | 14.05.1896                                          |
| Ольденбургский, Александр Петрович                 |         | 1844 — 1932 | 19.02.1880 по 21.03.1917                            |
| Орлов, Алексей Фёдорович                           |         | 1786 — 1861 | 04.06.1820                                          |
| Орлов, Владимир Николаевич (1868)                  |         | 1868 — 1927 | 1915?                                               |
| Орлов, Григорий Григорьевич                        |         | 1734 — 1783 | 28.06.1762                                          |
| Орлов, Иван Алексеевич                             |         | 1795 — 1874 | 19.02.1870                                          |
| Орлов, Николай Алексеевич                          |         | 1827 — 1885 | 12.05.1861                                          |
| Орлов-Денисов, Василий Васильевич                  |         | 1775 — 1843 | 29.01.1811                                          |
| Орлов-Денисов, Фёдор Васильевич                    |         | 1802 — 1865 | 11.04.1854                                          |
| Орлов, Алексей Григорьевич                         |         | 1735 — 1807 | 1766 по 1777                                        |
| Остен-Дризен, Карл-Вильгельм                       |         | 1746 — 1827 | 18.03.1798 по 23.10.1798                            |
| Остен-Сакен, Дмитрий Ерофеевич                     |         | 1789 — 1881 | 22.08.1849                                          |
| Остерман-Толстой, Александр Иванович               |         | 1771 — 1857 | 05.03.1814                                          |
| Павел Александрович                                |         | 1860 — 1919 | 06.05.1897 по 14.10.1902 и 04.02.1905               |
| Пален, Матвей Иванович                             |         | 1779 — 1863 | 1830                                                |
| Пален, Пётр Петрович                               |         | 1777 — 1864 | 06.12.1827                                          |
| Панкратьев, Никита Петрович                        |         | 1788 — 1836 | 25.06.1831                                          |
| Пантелеев, Александр Ильич                         |         | 1838 — 1919 | 21.11.1905 по 21.03.1917                            |
| Панютин, Фёдор Сергеевич                           |         | 1788 — 1865 | 15.06.1849                                          |
| Паскевич, Иван Фёдорович                           |         | 1782 — 1856 | 12.12.1824                                          |
| Паскевич, Фёдор Иванович                           |         | 1823 — 1903 | 20.01.1856 по 23.03.1866                            |
| Пассек, Пётр Богданович                            |         | 1736 — 1804 | 1794                                                |
| Паткуль, Александр Владимирович                    |         | 1817 — 1877 | 16.08.1856                                          |
| Паулуччи, Филипп Осипович                          |         | 1779 — 1849 | 07.06.1812 по 31.12.1829                            |
| Перелешин, Павел Александрович                     |         | 1821 — 1901 | 01.01.1872                                          |
| Перовский, Борис Алексеевич                        |         | 1815 — 1881 | 17.04.1862                                          |
| Перовский, Василий Алексеевич                      |         | 1795 — 1857 | 06.12.1829                                          |
| Перовский, Лев Алексеевич                          |         | 1792 — 1856 | 26.08.1856                                          |
| Пётр Николаевич                                    |         | 1864 — 1931 | 13.04.1908 по 21.03.1917                            |
| Плаутин, Николай Фёдорович                         |         | 1796 — 1866 | 21.01.1849                                          |
| Плещеев, Сергей Иванович                           |         | 1752 — 1802 | 07.11.1796                                          |
| Попов, Андрей Александрович                        |         | 1821 — 1898 | 28.03.1871                                          |
| Посьет, Константин Николаевич                      |         | 1819 — 1899 | 28.10.1866                                          |
| Потапов, Александр Львович                         |         | 1818 — 1886 | 13.10.1866                                          |
| Потапов, Алексей Николаевич                        |         | 1772 — 1847 | 14.12.1825                                          |
| Потёмкин, Григорий Александрович                   |         | 1739 — 1791 | 01.03.1774                                          |
| Потёмкин, Яков Алексеевич                          |         | 1781 — 1831 | 02.04.1814                                          |
| Потоцкий, Станислав Осипович                       |         | 1776 — 1830 | 12.09.1826                                          |
| Потоцкий, Станислав Станиславович                  |         | 1787 — 1831 | 01.07.1817                                          |
| Поццо ди Борго, Шарль-Андре                        |         | 1764 — 1842 | 02.04.1814                                          |
| Прескотт, Николай Эдгарович                        |         | 1851 — 1918 | 01.06.1906 по 21.03.1917                            |
| Притвиц, Карл Карлович                             |         | 1797 — 1881 | 06.12.1849                                          |
| Протасов, Николай Александрович                    |         | 1798 — 1855 | 14.04.1840                                          |
| Протасов-Бахметев, Николай Алексеевич              |         | 1834 — 1907 | 24.03.1896                                          |
| Путята, Дмитрий Васильевич                         |         | 1806 — 1889 | 26.08.1856                                          |
| Путятин, Евфимий Васильевич                        |         | 1804 — 1883 | 03.04.1849                                          |
| Радецкий, Фёдор Фёдорович                          |         | 1820 — 1890 | 16.04.1878                                          |
| Радзивилл, Лев Людвигович                          |         | 1808 — 1884 | 17.11.1855                                          |
| Разумовский, Кирилл Григорьевич                    |         | 1728 — 1803 | 03.07.1762                                          |
| Рамзай, Эдуард Андреевич                           |         | 1799 — 1877 | 30.08.1858                                          |
| Раутенштраух, Осип Иванович                        |         | 1773 — 1842 | 22.04.1834                                          |
| Реад, Николай Андреевич                            |         | 1792 — 1855 | 29.11.1854                                          |
| Ребиндер, Александр Алексеевич                     |         | 1826 — 1913 | 1905                                                |
| Ребиндер, Константин Григорьевич                   |         | 1824 — 1886 | 30.08.1872                                          |
| Рейтерн, Александр Гергардович                     |         | 1824 — 1879 | 30.08.1876                                          |
| Ренненкампф, Павел Карлович                        |         | 1854 — 1918 | 05.10.1912 по 21.03.1917                            |
| Репнин, Василий Аникитич                           |         | 1696 — 1748 | 15.12.1744                                          |
| Репнин, Николай Васильевич                         |         | 1734 — 1801 | 1781                                                |
| Репнин-Волконский, Николай Григорьевич             |         | 1778 — 1845 | 08.03.1813 по 16.06.1836                            |
| Ржевуский, Адам Адамович                           |         | 1801 — 1888 | 03.04.1849                                          |
| Ридигер, Фёдор Васильевич                          |         | 1783 — 1856 | 27.04.1831                                          |
| Римский-Корсаков, Иван Николаевич                  |         | 1754 — 1831 | 1778                                                |
| Рихтер, Борис Христофорович                        |         | 1782 — 1832 | 12.05.1829                                          |
| Рихтер, Оттон Борисович                            |         | 1830 — 1908 | 05.10.1871                                          |
| Рожественский, Зиновий Петрович                    |         | 1848 — 1909 | 05.10.1904 по 08.05.1906                            |
| Розен, Григорий Владимирович                       |         | 1782 — 1841 | 20.02.1818                                          |
| Розенбах, Николай Оттонович                        |         | 1836 — 1901 | 19.02.1880                                          |
| Ростовцев, Яков Иванович                           |         | 1803 — 1860 | 01.01.1849                                          |
| Ростопчин, Фёдор Васильевич                        |         | 1765 — 1826 | 07.11.1796 по 04.03.1798                            |
| Рот, Логгин Осипович                               |         | 1780 — 1851 | 1835                                                |
| Рузский, Николай Владимирович                      |         | 1854 — 1918 | 22.09.1914 по 21.03.1917                            |
| Румянцев, Александр Иванович                       |         | 1677 — 1749 | ?.12.1718 и 1730                                    |
| Румянцев-Задунайский, Пётр Александрович           |         | 1725 — 1796 | 1762                                                |
| Рылеев, Александр Михайлович                       |         | 1830 — 1907 | 30.08.1873                                          |
| Сазонов, Николай Гаврилович                        |         | 1782 — 1832 | 15.12.1825                                          |
| Саксен-Кобург-Заальфельд, Леопольд Георг           |         | 1790 — 1865 | 1814                                                |
| Саксен-Кобург-Заальфельд, Фердинанд Эрнст          |         | 1784 — 1844 | 1813                                                |
| Салтыков Александр Михайлович                      |         | 1828 — 1903 | 30.08.1879 по 11.07.1883                            |
| Салтыков, Василий Фёдорович                        |         | 1675 — 1755 | 30.01.1734 и 15.12.1744                             |
| Салтыков, Иван Петрович                            |         | 1730 — 1805 | 1784                                                |
| Салтыков, Николай Иванович                         |         | 1736 — 1816 | 1781                                                |
| Салтыков, Пётр Семёнович                           |         | 1698 — 1772 | 1763                                                |
| Салтыков, Семён Андреевич                          |         | 1672 — 1742 | 24.11.1730                                          |
| Сахаров, Виктор Викторович                         |         | 1848 — 1905 | 06.04.1903                                          |
| Свечин, Александр Алексеевич                       |         | 1826 — 1896 | 20.08.1880                                          |
| Свистунов, Александр Павлович                      |         | 1830 — 1893 | 13.10.1875                                          |
| Святополк-Мирский, Дмитрий Иванович                |         | 1824 — 1899 | 15.06.1864                                          |
| Святополк-Мирский, Николай Иванович                |         | 1833 — 1898 | 16.08.1874                                          |
| Святополк-Мирский, Пётр Дмитриевич                 |         | 1857 — 1914 | 30.07.1904                                          |
| Семека, Владимир Саввич                            |         | 1816 — 1897 | 05.10.1873                                          |
| Сен-При, Эммануил Францевич                        |         | 1776 — 1814 | 14.09.1810                                          |
| Сенявин, Дмитрий Николаевич                        |         | 1763 — 1831 | 25.12.1825                                          |
| Сергей Александрович                               |         | 1857 — 1905 | 26.02.1891                                          |
| Сергей Михайлович                                  |         | 1869 — 1918 | 13.04.1908 по 21.03.1917                            |
| Сипягин, Николай Мартемьянович                     |         | 1785 — 1828 | 02.04.1814                                          |
| Скалон, Георгий Антонович                          |         | 1847 — 1914 | 1903                                                |
| Скалон, Дмитрий Антонович                          |         | 1840 — 1919 | 24.02.1914 по 21.03.1917                            |
| Скарятин, Пётр                                     |         | ? — ?       | 1741                                                |
| Скобелев, Михаил Дмитриевич                        |         | 1843 — 1882 | 30.08.1878                                          |
| Сколков, Иван Григорьевич                          |         | 1819 — 1879 | 15.10.1867                                          |
| Слепцов, Павел Николаевич                          |         | 1822 — 1882 | 27.04.1868                                          |
| Софиано, Леонид Петрович                           |         | 1820 — 1898 | 16.04.1878                                          |
| Сталь-фон-Гольштейн, Иван Карлович                 |         | 1798 — 1868 | 25.09.1859                                          |
| Стессель, Анатолий Михайлович                      |         | 1848 — 1915 | 11.08.1904 по 30.09.1906                            |
| Столыпин, Аркадий Дмитриевич                       |         | 1821 — 1899 | 08.08.1879                                          |
| Стрекалов, Степан Степанович                       |         | 1781 — 1856 | 14.12.1825                                          |
| Строганов, Александр Григорьевич                   |         | 1795 — 1891 | 06.12.1834                                          |
| Строганов, Павел Александрович                     |         | 1774 — 1817 | 15.09.1811                                          |
| Строганов, Сергей Григорьевич                      |         | 1794 — 1882 | 06.12.1835                                          |
| Струков, Александр Петрович                        |         | 1840 — 1911 | 15.05.1903                                          |
| Стюрлер, Александр Николаевич                      |         | 1825 — 1901 | 14.12.1875                                          |
| Суворов-Рымникский, Александр Аркадьевич           |         | 1804 — 1882 | 25.06.1846                                          |
| Суворов, Аркадий Александрович                     |         | 1784 — 1811 | 14.05.1799 по 16.04.1800                            |
| Сукин, Александр Яковлевич                         |         | 1764 — 1837 | 15.12.1825                                          |
| Сулковский, Антон Антонович                        |         | ? — 1836    | 08.10.1816 по 10.03.1818                            |
| Сумароков, Сергей Павлович                         |         | 1791 — 1875 | 22.04.1834                                          |
| Сумароков-Эльстон, Феликс Николаевич               |         | 1820 — 1877 | 17.04.1866                                          |
| Сумароков-Эльстон, Феликс Феликсович               |         | 1856 — 1928 | 06.05.1915 по 21.03.1917                            |
| Сухозанет, Иван Онуфриевич                         |         | 1785 — 1861 | 15.12.1825                                          |
| Сухозанет, Николай Онуфриевич                      |         | 1794 — 1871 | 26.08.1856                                          |
| Сухомлинов, Владимир Александрович                 |         | 1848 — 1926 | 06.12.1912 по 21.03.1917                            |
| Сухтелен, Павел Петрович                           |         | 1788 — 1833 | 15.03.1828                                          |
| Тарковский, Абу-Муслим-Хан                         |         | 1797 — 1860 | 26.08.1856                                          |
| Тархан-Моуравов, Иосиф Давыдович                   |         | 1819 — 1878 | 20.09.1871                                          |
| Татищев, Иван Дмитриевич                           |         | 1830 — 1913 | 19.08.1907                                          |
| Татищев, Илья Леонидович                           |         | 1859 — 1918 | 02.09.1916 по 21.03.1917                            |
| Таубе, Василий Фёдорович                           |         | 1817 — 1880 | 01.01.1878                                          |
| Тевяшёв, Николай Николаевич                        |         | 1842 — 1905 | 1904                                                |
| Тимашев, Александр Егорович                        |         | 1818 — 1893 | 17.04.1859                                          |
| Толстой, Николай Матвеевич                         |         | 1802 — 1879 | 19.09.1849                                          |
| Толстой, Пётр Александрович                        |         | 1770 — 1844 | 29.11.1797                                          |
| Толь, Карл Фёдорович                               |         | 1777 — 1842 | 22.04.1823                                          |
| Тотлебен, Эдуард Иванович                          |         | 1818 — 1884 | 14.09.1855                                          |
| Трепов, Фёдор Фёдорович (старший)                  |         | 1812 — 1889 | 15.10.1867                                          |
| Трепов, Фёдор Фёдорович (младший)                  |         | 1854 — 1938 | 28.06.1909 по 21.03.1917                            |
| Троцкий, Виталий Николаевич                        |         | 1835 — 1901 | 27.08.1897                                          |
| Троцкий, Владимир Иоанникиевич                     |         | 1847 — ?    | 18.04.1910 по 21.03.1917                            |
| Трубецкой, Василий Сергеевич                       |         | 1776 — 1841 | 15.02.1807                                          |
| Тучков, Павел Алексеевич                           |         | 1803 — 1864 | 17.04.1859                                          |
| Тыртов, Павел Петрович                             |         | 1836 — 1903 | 14.04.1902                                          |
| Уваров, Фёдор Петрович                             |         | 1773 — 1824 | 19.10.1798 по 05.11.1800 и 19.03.1801               |
| Унгерн-Штернберг, Карл Карлович                    |         | 1730 — 1797 | 28.12.1761 по 28.06.1762 и 12.11.1796               |
| Урусов, Павел Александрович                        |         | 1807 — 186  | 15.06.1855                                          |
| Ушаков, Андрей Иванович                            |         | 1672 — 1747 | 1718 и 1731                                         |
| Ушаков, Павел Николаевич                           |         | 1779 — 1853 | 06.12.1831                                          |
| Ушаков, Павел Петрович                             |         | 1759 — 1840 | 14.12.1825                                          |
| Фан-дер-Флит, Константин Петрович                  |         | 1844 — 1933 | 22.03.1915 по 21.03.1917                            |
| Фельдман, Александр Иванович                       |         | 1790 — 1861 | 06.12.1844                                          |
| Философов, Алексей Илларионович                    |         | 1799 — 1874 | 01.07.1842                                          |
| Философов, Михаил Михайлович                       |         | 1732 — 1811 | 1796                                                |
| Фредерикс, Борис Андреевич                         |         | 1797 — 1874 | 19.04.1864                                          |
| Фредерикс, Владимир Борисович                      |         | 1838 — 1927 | 24.03.1896 по 21.03.1917                            |
| Фредерикс, Лев Александрович                       |         | 1839 — 1914 | 27.09.1896                                          |
| Фредерикс, Пётр Андреевич                          |         | 1786 — 1855 | 15.12.1825 по 25.03.1828                            |
| Фредерикс, Платон Александрович                    |         | 1828 — 1888 | 18.07.1871                                          |
| Фролов, Илья Степанович                            |         | 1808 — 1879 | 11.04.1854                                          |
| Фуллон, Иван Александрович                         |         | 1844 — 1920 | 30.07.1904 по 21.03.1917                            |
| Хомутов, Михаил Григорьевич                        |         | 1795 — 1864 | 06.12.1854                                          |
| Храповицкий, Матвей Евграфович                     |         | 1784 — 1847 | 30.08.1816                                          |
| Хрущёв, Александр Петрович                         |         | 1806 — 1875 | 26.11.1869                                          |
| Цвецинский, Адам Игнатьевич                        |         | 1826 — 1881 | 20.11.1879                                          |
| Чавчавадзе, Захарий Гульбатович                    |         | 1825 — 1905 | 06.12.1898                                          |
| Чарторыйский, Константин Адам                      |         | 1773 — 1860 | 08.10.1816 по 03.11.1817                            |
| Чевкин, Константин Владимирович                    |         | 1803 — 1875 | 15.04.1856                                          |
| Черевин, Пётр Александрович                        |         | 1837 — 1896 | 01.01.1882                                          |
| Чернышёв, Александр Иванович                       |         | 1785 — 1857 | 22.11.1812                                          |
| Чернышёв, Андрей Гаврилович                        |         | 1720 — 1797 | 28.12.1761 по 28.06.1762 и 12.11.1796               |
| Чертков, Григорий Иванович                         |         | 1828 — 1884 | 06.08.1870                                          |
| Чертков, Михаил Иванович                           |         | 1829 — 1905 | 31.07.1869                                          |
| Чихачёв, Николай Матвеевич                         |         | 1830 — 1917 | 12.08.1893                                          |
| Чичерин, Пётр Александрович                        |         | 1778 — 1848 | 15.12.1825                                          |
| Шамшев, Иван Иванович                              |         | 1819 — 1892 | 20.04.1875                                          |
| Шаховской, Алексей Иванович                        |         | 1690 — 1737 | 04.12.1731                                          |
| Шаховской Иван Андреевич                           |         | ? — ?       | 01.01.1797 по 01.05.1797                            |
| Шаховской, Иван Леонтьевич                         |         | 1777 — 1860 | 1850                                                |
| Шаховской, Иван Фёдорович (генерал)                |         | 1826 — 1894 | 21.08.1879                                          |
| Шварц, Владимир Максимович                         |         | 1808 — 1872 | 06.07.1862                                          |
| Шеншин, Василий Никанорович                        |         | 1784 — 1831 | 15.12.1825                                          |
| Шепелев, Дмитрий Андреевич                         |         | 1681 — 1759 | 16.05.1741                                          |
| Шервашидзе, Михаил Георгиевич                      |         | 1806 — 1866 | 27.06.1849                                          |
| Шереметев, Василий Фёдорович                       |         | ? — ?       | 1712                                                |
| Шереметев, Пётр Борисович                          |         | 1713 — 1788 | 30.08.1760                                          |
| Шереметев, Сергей Алексеевич                       |         | 1836 — 1896 | 19.02.1879                                          |
| Шестаков, Иван Алексеевич                          |         | 1820 — 1888 | 30.08.1882                                          |
| Шильдер, Карл Андреевич                            |         | 1785 — 1854 | 10.10.1833                                          |
| Шиллинг, Николай Густавович                        |         | 1828 — 1910 | 06.12.1908                                          |
| Шипов Никита Михайлович                            |         | ? — 1721    | 1713                                                |
| Шипов, Николай Николаевич                          |         | 1846 — 1911 | 26.09.1906                                          |
| Шипов, Сергей Павлович                             |         | 1789 — 1876 | 15.12.1825                                          |
| Шишков, Александр Семёнович                        |         | 1754 — 1841 | 21.07.1797                                          |
| Штакельберг, Эрнест Густавович                     |         | 1814 — 1870 | 23.04.1860                                          |
| Шувалов, Александр Иванович                        |         | 1711 — 1771 | 09.06.1746                                          |
| Шувалов, Иван Иванович                             |         | 1727 — 1797 | 11.07.1760                                          |
| Шувалов, Павел Андреевич                           |         | 1776 — 1823 | 07.07.1808 и 1813                                   |
| Шувалов, Павел Андреевич (1830)                    |         | 1830 — 1908 | 17.05.1871                                          |
| Шувалов, Пётр Андреевич                            |         | 1771 — 1808 | 29.11.1797 по 28.03.1798                            |
| Шувалов, Пётр Андреевич                            |         | 1827 — 1889 | 27.03.1866                                          |
| Шувалов, Пётр Иванович                             |         | 1711 — 1762 | 05.09.1748                                          |
| Щербатов, Александр Фёдорович                      |         | 1773 — 1817 | 07.05.1799 по 25.03.1800                            |
| Щербатов, Алексей Григорьевич                      |         | 1776 — 1848 | 30.08.1816-1835                                     |
| Щербачёв, Дмитрий Григорьевич                      |         | 1857 — 1932 | 07.11.1915 по 21.03.1917                            |
| Эверт, Алексей Ермолаевич                          |         | 1852 — 1926 | 23.12.1915 по ?.03.1917                             |
| Эннекен д’Экевийи Амабль Шарль                     |         | ? — ?       | ?.12.1797 по 1799                                   |
| Юрьевич, Семён Алексеевич                          |         | 1798 — 1865 | 19.02.1855                                          |
| Ягужинский, Павел Иванович                         |         | 1683 — 1736 | 03.08.1711                                          |
| Яфимович, Владимир Матвеевич                       |         | 1809 — 1888 | 05.07.1869                                          |
| Яфимович, Николай Матвеевич                        |         | 1804 — 1874 | 11.04.1854                                          |

## Генерал-майоры и контр-адмиралы Свиты Его Императорского Величества

### ЦарствованиеНиколая I(1825—1855)
| ФИО                                          | Портрет | Даты жизни  | Дата назначения                       |
| -------------------------------------------- | ------- | ----------- | ------------------------------------- |
| Кавелин, Александр Александрович             |         | 1793 — 1850 | 06.12.1827                            |
| Берг, Фёдор Фёдорович                        |         | 1794 — 1874 | 01.01.1828                            |
| Паткуль, Владимир Григорьевич                |         | 1783 — 1855 | 16.03.1828                            |
| Адлерберг, Владимир Фёдорович                |         | 1791 — 1884 | 25.06.1828                            |
| Перовский, Василий Алексеевич                |         | 1795 — 1857 | 25.06.1828                            |
| Деллингсгаузен, Иван Фёдорович               |         | 1795 — 1845 | 22.07.1828                            |
| Лобанов-Ростовский, Алексей Яковлевич        |         | 1795 — 1848 | 29.09.1828                            |
| Строганов, Сергей Григорьевич                |         | 1794 — 1882 | 29.09.1828                            |
| Долгоруков, Николай Андреевич                |         | 1794 — 1847 | 29.09.1828                            |
| Мердер, Карл Карлович                        |         | 1788 — 1834 | 14.10.1828                            |
| Глинка, Владимир Андреевич                   |         | 1790 — 1862 | 06.12.1828                            |
| Герман, Александр Иванович                   |         | ? — 1829    | 01.01.1829                            |
| Мансуров, Александр Павлович                 |         | 1788 — 1880 | 01.01.1829                            |
| Голицын, Андрей Михайлович                   |         | 1792 — 1863 | 25.06.1829                            |
| Микулин, Василий Яковлевич                   |         | 1792 — 1841 | 25.06.1829                            |
| Ренненкампф, Павел Яковлевич                 |         | 1790 — 1857 | 06.08.1829                            |
| Шатилов, Иван Васильевич                     |         | ? — ?       | 22.09.1829 по 18.04.1834              |
| Толстой, Алексей Петрович                    |         | 1798 — 1864 | 06.12.1829                            |
| Кокошкин, Сергей Александрович               |         | 1796 — 1861 | 30.09.1830                            |
| Сент-Альдегонд, Шарль-Камиль де              |         | 1787 — 1853 | 06.12.1830                            |
| Шуберт, Фёдор Фёдорович                      |         | 1789 — 1865 | 19.04.1831                            |
| Веймарн, Пётр Фёдорович                      |         | 1795 — 1846 | 29.05.1831                            |
| Гауке, Иосиф Фёдорович                       |         | 1790 — 1837 | 25.06.1831 по 18.01.1832 и 14.10.1833 |
| Феньш, Григорий Андреевич                    |         | 1789 — 1867 | 25.06.1831                            |
| Нессельроде, Фёдор Карлович                  |         | 1786 — 1868 | 25.06.1831                            |
| Апраксин, Владимир Степанович                |         | 1796 — 1833 | 06.10.1831                            |
| Строганов, Александр Григорьевич             |         | 1795 — 1891 | 06.10.1831                            |
| Тимирязев, Иван Семёнович                    |         | 1790 — 1867 | 06.10.1831                            |
| Чевкин, Константин Владимирович              |         | 1803 — 1875 | 18.10.1831                            |
| Фредерикс, Александр Андреевич               |         | 1788 — 1849 | 06.12.1831                            |
| Мейендорф, Егор Фёдорович                    |         | 1794 — 1879 | 02.04.1833                            |
| Велио, Осип Осипович                         |         | 1795 — 1867 | 25.06.1833                            |
| Окунев, Николай Александрович                |         | 1790 — 1850 | 12.09.1833                            |
| Фельдман, Александр Иванович                 |         | 1789 — 1861 | 06.12.1833                            |
| Мусин-Пушкин, Александр Матвеевич            |         | ? — 1839    | 30.08.1834                            |
| Полозов, Даниил Петрович                     |         | 1794 — 1850 | 07.04.1835                            |
| Литке, Фёдор Петрович                        |         | 1797 — 1882 | 25.06.1835                            |
| Анненков, Николай Николаевич                 |         | 1799 — 1865 | 10.09.1835                            |
| Багратион-Имеретинский, Александр Георгиевич |         | 1796 — 1862 | 10.09.1835                            |
| Мещерский, Сергей Иванович                   |         | 1799 — 1870 | 10.09.1835                            |
| Игнатьев, Павел Николаевич                   |         | 1797 — 1879 | 10.09.1835                            |
| Гринвальд, Родион Егорович                   |         | 1797 — 1877 | 06.12.1835                            |
| Киль, Лев Иванович                           |         | 1789 — 1851 | 06.12.1835                            |
| Римский-Корсаков, Николай Петрович           |         | 1793 — 1848 | 08.07.1836                            |
| Сухтелен, Константин Петрович                |         | 1790 — 1858 | 27.09.1836 по 10.10.1843              |
| Александр Николаевич                         |         | 1818 — 1881 | 06.12.1836                            |
| Будберг, Александр Иванович                  |         | 1796 — 1876 | 06.12.1836                            |
| Дубельт, Леонтий Васильевич                  |         | 1792 — 1862 | 03.04.1838                            |
| Протасов, Николай Александрович              |         | 1798 — 1855 | 03.04.1838                            |
| Засс, Корнилий Корнилиевич                   |         | 1793 — 1857 | 02.10.1838                            |
| Серебряков, Лазарь Маркович                  |         | 1796 — 1862 | 03.10.1838                            |
| Цынский, Лев Михайлович                      |         | ? — 1851    | 16.11.1838                            |
| Философов, Алексей Илларионович              |         | 1800 — 1874 | 06.12.1838                            |
| Кушелев, Григорий Григорьевич                |         | 1802 — 1855 | 26.03.1839                            |
| Ребиндер, Алексей Максимович                 |         | 1795 — 1869 | 17.05.1839                            |
| Веймарн, Иван Фёдорович                      |         | 1800 — 1846 | 01.07.1839                            |
| Эссен, Антон Антонович                       |         | 1797 — 1863 | 01.07.1839                            |
| Суворов, Александр Аркадьевич                |         | 1804 — 1882 | 30.08.1839                            |
| Притвиц, Карл Карлович                       |         | 1797 — 1881 | 16.04.1841                            |
| Моллер, Александр Фёдорович                  |         | 1796 — 1862 | 16.04.1841                            |
| Назимов, Владимир Иванович                   |         | 1802 — 1874 | 06.12.1841                            |
| Гейден, Логин Логинович                      |         | 1806 — 1901 | 19.04.1842                            |
| Фитингоф, Иван Андреевич                     |         | 1797 — 1871 | 01.07.1842                            |
| Долгоруков, Василий Андреевич                |         | 1804 — 1868 | 22.09.1842                            |
| Ливен, Вильгельм Карлович                    |         | 1800 — 1880 | 22.09.1842                            |
| Коцебу, Павел Евстафьевич                    |         | 1801 — 1884 | 19.01.1843                            |
| Нарышкин, Лев Александрович                  |         | 1785 — 1846 | 22.05.1843                            |
| Липранди, Павел Петрович                     |         | 1796 — 1864 | 25.06.1843                            |
| Максимилиан Лейхтенбергский                  |         | 1817 — 1852 | 25.06.1843                            |
| Крузенштерн, Николай Иванович                |         | 1802 — 1882 | 08.09.1843                            |
| Гогель, Иван Иванович                        |         | 1806 — 1850 | 10.10.1843                            |
| Катенин, Александр Андреевич                 |         | 1800 — 1860 | 10.10.1843                            |
| Львов, Алексей Фёдорович                     |         | 1798 — 1870 | 10.10.1843                            |
| Ржевуский, Адам Адамович                     |         | 1801 — 1888 | 10.10.1843                            |
| Урусов, Михаил Александрович                 |         | 1802 — 1883 | 10.10.1843                            |
| Траскин, Александр Семёнович                 |         | 1803 — 1855 | 26.02.1844 по 11.02.1849              |
| Баратынский, Ираклий Абрамович               |         | 1802 — 1859 | 18.07.1845                            |
| Вольф, Николай Иванович                      |         | 1811 — 1881 | 07.08.1845                            |
| Лужин, Иван Дмитриевич                       |         | 1804 — 1868 | 14.03.1846                            |
| Александров, Павел Константинович            |         | 1808 — 1857 | 07.04.1846                            |
| Васильчиков, Илларион Илларионович           |         | 1805 — 1862 | 07.04.1846                            |
| Галахов, Александр Павлович                  |         | 1802 — 1863 | 07.04.1846                            |
| Орлов-Денисов, Фёдор Васильевич              |         | 1802 — 1865 | 07.04.1846                            |
| Путятин, Евфимий Васильевич                  |         | 1803 — 1883 | 07.04.1846                            |
| Яфимович, Николай Матвеевич                  |         | 1804 — 1874 | 07.04.1846                            |
| Бутурлин, Алексей Петрович                   |         | 1802 — 1863 | 01.07.1846                            |
| Ланской, Пётр Петрович                       |         | 1799 — 1877 | 07.11.1846                            |
| Безак, Александр Павлович                    |         | 1801 — 1868 | 05.10.1847                            |
| Астафьев, Алексей Николаевич                 |         | 1807 — ?    | 06.12.1847                            |
| Пашков, Михаил Васильевич                    |         | 1802 — 1863 | 06.12.1847                            |
| Дюгамель, Александр Осипович                 |         | 1801 — 1880 | 25.12.1847                            |
| Мерхилевич, Сигизмунд Венедиктович           |         | 1800 — 1872 | 28.01.1848                            |
| Философов, Николай Илларионович              |         | 1804 — 1854 | 28.01.1848                            |
| Вревский, Павел Александрович                |         | 1809 — 1855 | 11.04.1848                            |
| Барятинский, Александр Иванович              |         | 1815 — 1879 | 10.08.1848                            |
| Константин Николаевич                        |         | 1827 — 1892 | 30.08.1848                            |
| Долгоруков, Владимир Андреевич               |         | 1810 — 1891 | 06.12.1848                            |
| Скарятин, Григорий Яковлевич                 |         | 1808 — 1849 | 30.03.1849                            |
| Анненков Фёдор Васильевич                    |         | 1805 — 1869 | 03.04.1849 по 10.09.1856              |
| Бетанкур, Альфонс Августинович               |         | 1805 — 1875 | 03.04.1849                            |
| Брин, Сергей Францевич                       |         | 1806 — 1876 | 03.04.1849                            |
| Демидов, Пётр Григорьевич                    |         | 1807 — 1862 | 03.04.1849                            |
| Назимов, Владимир Николаевич                 |         | 1806 — 1887 | 03.04.1849                            |
| Баранов, Эдуард Трофимович                   |         | 1811 — 1884 | 07.08.1849                            |
| Бенкендорф, Константин Константинович        |         | 1817 — 1857 | 07.08.1849                            |
| Голицын-Прозоровский, Александр Фёдорович    |         | 1810 — 1898 | 07.08.1849                            |
| Глинка-Маврин, Борис Григорьевич             |         | 1810 — 1895 | 07.08.1849                            |
| Ламберт, Карл Карлович                       |         | 1815 — 1865 | 07.08.1849                            |
| Меншиков, Владимир Александрович             |         | 1816 — 1893 | 07.08.1849                            |
| Радзивилл, Лев Людвигович                    |         | 1808 — 1884 | 07.08.1849                            |
| Урусов, Павел Александрович                  |         | 1807 — 1886 | 07.08.1849                            |
| Корф, Василий Сергеевич                      |         | 1807 — 1883 | 31.08.1849                            |
| Баранцов, Александр Алексеевич               |         | 1810 — 1882 | 19.09.1849                            |
| Голицын, Сергей Сергеевич                    |         | 1805 — 1868 | 19.09.1849                            |
| Кнорринг, Роман Иванович                     |         | 1803 — 1876 | 19.09.1849                            |
| Лутковский, Иван Сергеевич                   |         | 1805 — 1882 | 19.09.1849                            |
| Путята, Дмитрий Васильевич (1806)            |         | 1806 — 1889 | 19.09.1849                            |
| Лутковский, Феопемпт Степанович              |         | 1803 — 1852 | 06.12.1849                            |
| Зиновьев, Николай Васильевич                 |         | 1801 — 1882 | 17.04.1850                            |
| Фролов, Илья Степанович                      |         | 1808 — 1879 | 19.05.1850                            |
| Козлов, Александр Павлович                   |         | 1802 — 1857 | 11.06.1850                            |
| Гогенлоэ-Вальденбург-Шиллингсфюрст, Фридрих  |         | 1814 — 1884 | 01.07.1850                            |
| Лауниц, Василий Фёдорович                    |         | 1802 — 1864 | 18.09.1851                            |
| Гечевич, Лев Викентьевич                     |         | 1805 — 1874 | 06.12.1851                            |
| Корнилов, Владимир Алексеевич                |         | 1806 — 1854 | 06.12.1851                            |
| Озеров, Сергей Петрович                      |         | 1809 — 1884 | 06.12.1851                            |
| Воронцов, Семён Михайлович                   |         | 1823 — 1882 | 01.10.1852                            |
| Николай Николаевич Старший                   |         | 1831 — 1891 | 26.11.1852                            |
| Михаил Николаевич                            |         | 1832 — 1909 | 26.11.1852                            |
| Шварц, Владимир Максимович                   |         | 1808 — 1872 | 06.12.1852                            |
| Истомин, Константин Иванович                 |         | 1805 — 1876 | 19.04.1853                            |
| Герздорф, Арист Фёдорович фон                |         | 1806 — 1883 | 19.05.1853                            |
| Штакельберг, Эрнест Густавович               |         | 1814 — 1870 | 16.09.1853                            |
| Глазенап, Богдан Александрович фон           |         | 1811 — 1892 | 18.11.1853                            |
| Чернышёв, Фёдор Сергеевич                    |         | 1805 — 1869 | 06.12.1853                            |
| Гогель, Григорий Фёдорович                   |         | 1808 — 1881 | 06.12.1854                            |
| Паскевич, Фёдор Иванович                     |         | 1823 — 1903 | 06.12.1854                            |
| Николаи, Леонтий Павлович                    |         | 1820 — 1891 | 06.12.1854                            |

### ЦарствованиеАлександра II(1855—1881)
| ФИО                                                 | Портрет | Дата жизни  | Дата назначения          |
| --------------------------------------------------- | ------- | ----------- | ------------------------ |
| Агалар-бек Кази-Кумухский                           |         | ? — 1858    | 26.08.1856               |
| Адельсон, Николай Осипович                          |         | 1829 — 1901 | 01.01.1879               |
| Адиль-Гирей                                         |         | 1820 — 1876 | 27.03.1866               |
| Адлерберг, Александр Владимирович                   |         | 1818 — 1888 | 17.04.1855               |
| Адлерберг, Николай Владимирович                     |         | 1819 — 1892 | 17.04.1855               |
| Акимов, Василий Петрович                            |         | 1835 — 1886 | 19.02.1880               |
| Александр Александрович                             |         | 1845 — 1894 | 30.08.1865               |
| Алексей Александрович                               |         | 1850 — 1908 | 09.06.1877               |
| Альбединский, Пётр Павлович                         |         | 1826 — 1883 | 17.04.1860               |
| Амбразанцев-Нечаев, Александр Сергеевич             |         | 1832 — 1897 | 28.03.1871               |
| Амилахори, Иван Гивич                               |         | 1829 — 1905 | 30.08.1874               |
| Аминов, Адольф Иванович                             |         | 1806 — 1884 | 25.05.1863               |
| Аммондт, Эдуард Васильевич                          |         | 1832 — 1887 | 21.09.1875               |
| Анненков, Иван Васильевич                           |         | 1814 — 1887 | 17.04.1855               |
| Анненков, Михаил Николаевич                         |         | 1835 — 1899 | 01.01.1869               |
| Апраксин, Антон Степанович                          |         | 1817 — 1899 | 17.04.1860 по 16.04.1867 |
| Апраксин, Сергей Александрович                      |         | 1830 — 1894 | 16.04.1872               |
| Арапов, Константин Устинович                        |         | 1831 — 1916 | 01.01.1879               |
| Арапов, Николай Устинович                           |         | 1825 — 1884 | 30.08.1865               |
| Аркас, Николай Андреевич                            |         | 1816 — 1881 | 14.02.1860               |
| Армфельт, Густав Густавович                         |         | 1821 — 1880 | 17.04.1870               |
| Арпсгофен, Карл-Владимир Генрихович                 |         | 1832 — 1890 | 18.12.1877               |
| Арсеньев, Дмитрий Сергеевич                         |         | 1832 — 1915 | 29.04.1877               |
| Ахматов, Алексей Петрович                           |         | 1817 — 1870 | 26.08.1856               |
| Багратион, Пётр Романович                           |         | 1818 — 1876 | 30.08.1858               |
| Бальмен, Александр Петрович                         |         | 1819 — 1879 | 29.06.1874               |
| Баллюзек, Лев Фёдорович                             |         | 1822 — 1879 | 27.03.1866               |
| Баранов, Александр Иванович                         |         | 1821 — 1888 | 30.08.1862               |
| Баранов, Николай Евстафьевич                        |         | 1825 — 1903 | 30.08.1864               |
| Баранов, Николай Трофимович                         |         | 1809 — 1883 | 27.03.1855               |
| Баранов, Павел Трофимович                           |         | 1814 — 1864 | 26.08.1856               |
| Барклай-де-Толли-Веймарн, Александр Петрович        |         | 1824 — 1905 | 30.08.1860               |
| Барятинский, Анатолий Иванович                      |         | 1821 — 1881 | 17.04.1860               |
| Барятинский, Владимир Иванович                      |         | 1817 — 1875 | 17.10.1860               |
| Батьянов, Михаил Иванович                           |         | 1835 — 1916 | 29.12.1877               |
| Безак, Николай Александрович                        |         | 1836 — 1897 | 01.01.1878               |
| Бирилёв, Николай Алексеевич                         |         | 1829 — 1882 | 01.01.1872               |
| Бистром, Родриг Григорьевич                         |         | 1810 — 1886 | 30.08.1855               |
| Бобриков, Георгий Иванович                          |         | 1840 — 1924 | 13.02.1879               |
| Бобриков, Николай Иванович                          |         | 1839 — 1904 | 14.07.1878               |
| Бобринский, Алексей Павлович                        |         | 1826 — 1894 | 30.08.1868               |
| Бобринский, Владимир Алексеевич                     |         | 1824 — 1898 | 04.05.1863               |
| Бок, Георгий Тимофеевич                             |         | 1818 — 1876 | 28.10.1866               |
| Боков, Гаврила Иевлевич                             |         | 1807 — 1874 | 21.05.1870               |
| Борх, Юрий Александрович                            |         | 1836 — 1911 | 18.10.1875               |
| Брандт, Пётр Фёдорович                              |         | 1828 — 1879 | 30.08.1867               |
| Бреверн, Магнус Иванович                            |         | 1825 — 1878 | 06.08.1874               |
| Бреверн де Лагарди, Александр Иванович              |         | 1814 — 1890 | 23.04.1855               |
| Брок, Николай Петрович                              |         | 1839 — 1919 | 30.08.1874               |
| Будберг, Александр Богданович                       |         | 1804 — 1879 | 06.11.1855               |
| Бутаков, Алексей Иванович                           |         | 1816 — 1869 | 19.04.1864               |
| Бутаков, Григорий Иванович                          |         | 1820 — 1882 | 26.08.1856               |
| Бутаков, Иван Иванович                              |         | 1822 — 1882 | 01.01.1872               |
| Бутурлин, Николай Николаевич                        |         | 1836 — 1894 | 01.04.1879               |
| Бюнтинг, Георгий Карлович                           |         | 1826 — 1875 | 02.01.1870               |
| Валлен, Альфонс Карлович                            |         | 1820 — 1870 | 16.12.1862               |
| Валь, Виктор Вильгельмович                          |         | 1840 — 1915 | 09.01.1879               |
| Васильев, Николай Александрович                     |         | 1807 — 1877 | 17.04.1855               |
| Васильчиков, Виктор Иларионович                     |         | 1820 — 1878 | 10.04.1855               |
| Васильчиков Сергей Илларионович                     |         | 1822 — 1860 | 07.04.1857               |
| Вевель фон Кригер, Григорий Александрович           |         | 1820 — 1881 | 30.08.1861               |
| Ведемейер, Николай Александрович                    |         | 1811 — 1888 | 08.11.1862               |
| Веймарн, Фёдор Петрович                             |         | 1831 — 1913 | 30.08.1867               |
| Вельяминов, Константин Николаевич                   |         | 1827 — 1887 | 17.04.1863               |
| Вельяминов, Николай Николаевич                      |         | 1822 — 1892 | 17.04.1860               |
| Вилламов, Владимир Александрович                    |         | 1836 — 1889 | 27.10.1878               |
| Виллебрандт, Эрнест Фёдорович                       |         | ? — ?       | 17.04.1860               |
| Винценгероде, Фердинанд Фердинандович               |         | 1809 — 1886 | 06.11.1857               |
| Витгенштейн, Пётр Львович                           |         | 1831 — 1887 | 30.08.1868               |
| Сайн-Витгенштейн-Берлебург, Фердинанд Карлович      |         | 1834 — 1888 | 30.08.1877               |
| Сайн-Витгенштейн-Берлебург, Эмилий-Карл Людвигович  |         | 1824 — 1878 | 13.03.1863               |
| Владимир Александрович                              |         | 1847 — 1909 | 30.08.1868               |
| Власов, Георгий Петрович                            |         | 1824 — 1906 | 27.03.1866               |
| Воейков, Николай Васильевич                         |         | 1832 — 1898 | 30.08.1867               |
| Волков, Пётр Николаевич                             |         | 1817 — 1899 | 26.08.1856               |
| Воронцов-Дашков, Илларион Иванович                  |         | 1837 — 1916 | 28.10.1866               |
| Гагарин, Григорий Григорьевич                       |         | 1810 — 1893 | 30.08.1858 по 03.11.1864 |
| Гагемейстер, Александр Леонтьевич                   |         | 1831 — 1892 | 05.07.1876               |
| Гадолин, Аксель Вильгельмович                       |         | 1828 — 1892 | 27.11.1870               |
| Гарднер, Пётр Петрович                              |         | 1815 — 1881 | 17.04.1860               |
| Гейден, Фёдор Логгинович                            |         | 1821 — 1900 | 17.04.1855               |
| Гельфрейх, Александр Богданович                     |         | ? — ?       | 16.05.1871               |
| Гербель, Даниил Карлович                            |         | 1819 — 1873 | 17.04.1860               |
| Герн, Оттомар Борисович                             |         | 1827 — 1882 | 19.02.1871               |
| Гершау, Александр Петрович                          |         | 1825 — 1904 | 08.06.1867               |
| Гершельман, Константин Иванович                     |         | 1825 — 1898 | 20.05.1868               |
| Герштенцвейг, Александр Данилович                   |         | 1818 — 1861 | 17.04.1855               |
| Голенищев-Кутузов, Василий Павлович                 |         | 1803 — 1873 | 30.08.1861               |
| Голицын, Борис Дмитриевич                           |         | 1819 — 1878 | 17.10.1860               |
| Голицын, Борис Фёдорович                            |         | 1821 — 1898 | 24.09.1861               |
| Голицын, Владимир Дмитриевич                        |         | 1815 — 1888 | 26.08.1856               |
| Голицын, Григорий Сергеевич                         |         | 1838 — 1907 | 30.08.1873               |
| Голицын, Михаил Павлович                            |         | 1822 — 1868 | 17.10.1860               |
| Голицын, Сергей Павлович                            |         | 1815 — 1888 | 30.08.1868               |
| Головачёв, Дмитрий Захарович                        |         | 1822 — 1886 | 04.12.1877               |
| Голынский, Иван Михайлович                          |         | 1826 — 1899 | 27.03.1866               |
| Горковенко, Алексей Степанович                      |         | 1821 — 1876 | 02.02.1866               |
| Горлов, Александр Павлович                          |         | 1830 — 1905 | 27.11.1870               |
| Граббе, Николай Павлович                            |         | 1832 — 1898 | 02.01.1864               |
| Грейг, Самуил Алексеевич                            |         | 1827 — 1887 | 01.01.1862               |
| Гриппенберг, Оскар-Фердинанд Казимирович            |         | 1838 — 1916 | 10.02.1878               |
| Гурко, Иосиф Владимирович                           |         | 1828 — 1901 | 30.08.1867               |
| Гурчин, Александр Викентьевич                       |         | 1833 — 1902 | 30.08.1877               |
| Давыдов, Сергий Львович                             |         | 1836 — 1878 | 30.08.1873               |
| Дадиани, Григорий Леванович                         |         | 1814 — 1901 | 06.12.1857               |
| Данилов, Михаил Павлович                            |         | 1825 — 1906 | 06.07.1872               |
| Лопухин-Демидов, Николай Петрович                   |         | 1836 — 1910 | 30.08.1880               |
| Ден, Владимир Иванович                              |         | 1823 — 1888 | 30.08.1860               |
| Дитерихс, Фёдор Карлович                            |         | 1831 — 1899 | 19.02.1880               |
| Драгомиров, Михаил Иванович                         |         | 1830 — 1905 | 16.04.1872               |
| Дрентельн, Александр Романович                      |         | 1820 — 1888 | 30.08.1864               |
| Дренякин, Александр Максимович                      |         | 1812 — 1894 | 17.04.1860               |
| Дризен, Александр Фёдорович                         |         | 1824 — 1892 | 27.03.1866               |
| Дубельт, Михаил Леонтьевич                          |         | 1822 — 1900 | 23.04.1861               |
| Дубельт, Николай Леонтьевич                         |         | 1819 — 1874 | 26.08.1856               |
| Дурново, Пётр Павлович                              |         | 1835 — 1919 | 29.11.1866               |
| Евреинов, Николай Данилович                         |         | ? — ?       | 16.04.1872               |
| Епанчин, Алексей Павлович                           |         | 1823 — 1913 | 28.01.1877               |
| Жеребков, Алексей Герасимович                       |         | 1837 — 1922 | 26.02.1878               |
| Жиров, Дмитрий Иванович                             |         | 1807 — 1886 | 08.09.1859               |
| Жуковский, Александр Михайлович                     |         | 1813 — 1856 | 19.02.1855               |
| Зарин, Апполинарий Александрович                    |         | 1805 — 1872 | 15.04.1856               |
| Зверев, Константин Яковлевич                        |         | 1821 — 1890 | 17.10.1863               |
| Зедделер, Логгин Логгинович                         |         | 1831 — 1899 | 30.08.1872               |
| Зеленой, Александр Алексеевич                       |         | 1818 — 1880 | 17.04.1860               |
| Зуров, Александр Елпидифорович                      |         | 1837 — 1902 | 19.07.1871               |
| Игнатьев, Алексей Павлович                          |         | 1842 — 1906 | 30.08.1875               |
| Игнатьев, Николай Павлович                          |         | 1832 — 1908 | 25.12.1858               |
| Имеретинский, Александр Константинович              |         | 1837 — 1900 | 30.08.1869               |
| Имеретинский, Николай Константинович                |         | 1830 — 1894 | 14.08.1872               |
| Исаков, Николай Васильевич                          |         | 1821 — 1891 | 08.09.1856               |
| Кавелин Александр Александрович                     |         | 1832 — 1906 | 30.08.1869               |
| Ковторадзе, Алексей Гаврилович                      |         | 1821 — 1907 | 08.11.1877               |
| Казакевич, Пётр Васильевич                          |         | 1816 — 1887 | 27.02.1861               |
| Казнаков, Геннадий Геннадьевич                      |         | 1833 — 1870 | 20.05.1868               |
| Казнаков, Николай Геннадьевич                       |         | 1823 — 1885 | 17.04.1858               |
| Канкрин, Валериан Егорович                          |         | 1820 — 1861 | 26.08.1856               |
| Карцов, Александр Петрович                          |         | 1817 — 1875 | 26.08.1856               |
| Каталей, Василий Васильевич                         |         | 1818 — 1877 | 30.08.1869               |
| Кауфман, Константин Петрович фон                    |         | 1818 — 1882 | 17.04.1858               |
| Келлер, Оскар Фёдорович                             |         | 1826 — 1877 | 30.08.1873               |
| Клейнмихель, Владимир Петрович                      |         | 1839 — 1882 | 12.04.1878               |
| Клот, Владимир Андреевич                            |         | 1827 — 1888 | 28.03.1871               |
| Ковалевский, Григорий Александрович                 |         | 1842 — 1882 | 15.07.1878               |
| Козлов, Александр Александрович                     |         | 1837 — 1924 | 16.04.1872               |
| Корсаков, Михаил Семёнович                          |         | 1826 — 1871 | 06.12.1858               |
| Корсаков, Никита Васильевич                         |         | 1821 — 1890 | 07.12.1862               |
| Корф, Александр Николаевич                          |         | 1833 — 1903 | 01.01.1878               |
| Корф, Андрей Николаевич                             |         | 1831 — 1893 | 30.08.1866               |
| Косич, Андрей Иванович                              |         | 1833 — 1917 | 16.04.1878               |
| Котен, Казимир Густавович                           |         | 1807 — 1881 | 17.04.1855               |
| Краббе, Николай Карлович                            |         | 1814 — 1876 | 15.04.1856               |
| Краснокутский, Николай Александрович                |         | 1818 — 1891 | 08.09.1859               |
| Крейц, Генрих Киприанович                           |         | 1817 — 1891 | 26.08.1856               |
| Крейц, Пётр Киприанович                             |         | 1816 — 1894 | 13.02.1863               |
| Кремер, Оскар Карлович                              |         | 1829 — 1904 | 01.01.1875               |
| Крок, Карл Эдуардович                               |         | 1825 — 1887 | 09.10.1879               |
| Кропоткин, Алексей Иванович                         |         | 1816 — 1903 | 30.08.1858               |
| Кропоткин, Дмитрий Николаевич                       |         | 1836 — 1879 | 13.01.1868               |
| Курсель, Александр Фёдорович                        |         | ? — ?       | 17.11.1855               |
| Кутайсов, Павел Ипполитович                         |         | 1837 — 1911 | 20.08.1875               |
| Кушелев, Сергей Егорович                            |         | 1821 — 1890 | 17.04.1855               |
| Ламберт, Иосиф Карлович                             |         | 1809 — 1879 | 26.08.1856               |
| Ламздорф, Константин Николаевич                     |         | 1841 — 1900 | 29.04.1877               |
| Левашов, Владимир Васильевич                        |         | 1834 — 1898 | 27.09.1871               |
| Левашов, Николай Васильевич                         |         | 1827 — 1888 | 08.03.1861               |
| Левицкий, Казимир Васильевич                        |         | 1835 — 1890 | 30.10.1876               |
| Евгений Максимилианович, 5-й герцог Лейхтенбергский |         | 1847 — 1901 | 03.07.1877               |
| Николай Максимилианович, 4-й герцог Лейхтенбергский |         | 1843 — 1890 | 30.08.1865               |
| Леман, Иван Александрович                           |         | 1822 — 1882 | 06.08.1870               |
| Леонов, Георгий Алексеевич                          |         | 1831 — 1892 | 21.05.1870               |
| Лерхе, Мориц Густавович                             |         | 1834 — 1891 | 19.07.1872               |
| Лесовский, Степан Степанович                        |         | 1817 — 1884 | 28.07.1864               |
| Литвинов Николай Павлович                           |         | 1833 — 1891 | 30.08.1875               |
| Лихачев, Александр Фёдорович                        |         | 1814 — 1887 | 17.04.1860               |
| Лихачёв, Иван Фёдорович                             |         | 1826 — 1907 | 30.08.1864               |
| Лобанов-Ростовский, Дмитрий Алексеевич              |         | 1825 — 1908 | 27.03.1866               |
| Любовицкий, Юлиан Викторович                        |         | 1836 — 1908 | 18.12.1877               |
| Ляхницкий, Игнатий Игнатьевич                       |         | ? — ?       | 09.01.1874               |
| Маиевский, Николай Владимирович                     |         | 1823 — 1892 | 27.11.1870               |
| Маклаков, Георгий Константинович                    |         | 1834 — 1896 | 29.12.1877               |
| Манвелов, Александр Николаевич                      |         | 1824 — 1906 | 27.03.1866               |
| Мандерштерн, Александр Карлович                     |         | 1817 — 1888 | 30.08.1862               |
| Манзей, Константин Николаевич                       |         | 1821 — 1905 | 30.08.1861               |
| Мартынов, Андрей Дмитриевич                         |         | 1838 — 1913 | 26.02.1878               |
| Медем, Николай Николаевич                           |         | 1834 — 1899 | 29.06.1874               |
| Мезенцов, Николай Владимирович                      |         | 1827 — 1878 | 04.04.1865               |
| Мейендорф, Николай Егорович                         |         | 1835 — 1906 | 17.10.1877               |
| Мейендорф, Феофил Егорович                          |         | 1838 — 1919 | 18.12.1877               |
| Менгден, Георгий Фёдорович                          |         | 1836 — 1902 | 31.01.1876               |
| Мердер, Николай Карлович                            |         | 1826 — 1891 | 17.04.1872               |
| Мердер, Пётр Карлович                               |         | 1819 — 1894 | 17.04.1860               |
| Мещеринов, Григорий Васильевич                      |         | 1827 — 1901 | 04.04.1865               |
| Милорадович, Григорий Александрович                 |         | 1839 — 1905 | 01.01.1878               |
| Милютин, Дмитрий Алексеевич                         |         | 1816 — 1912 | 17.04.1855               |
| Мирбах, Роман Андреевич                             |         | 1825 — 1902 | 16.04.1878               |
| Мирбах, Эрнест Иванович                             |         | ? — ?       | 26.08.1856               |
| Миркович, Михаил Фёдорович                          |         | 1836 — 1891 | 21.08.1879               |
| Мусин-Пушкин, Александр Иванович                    |         | 1827 — 1903 | 27.03.1866               |
| Мусин-Пушкин, Алексей Петрович                      |         | 1805 — 1866 | 30.08.1855               |
| Нарышкин, Михаил Кириллович                         |         | 1823 — 1890 | 30.08.1863               |
| Неелов, Николай Александрович                       |         | 1835 — 1888 | 08.11.1880               |
| Николай Александрович                               |         | 1843 — 1865 | 08.09.1862               |
| Нирод, Александр Евстафьевич                        |         | 1805 — 1881 | 21.06.1859               |
| Нирод, Николай Евстафьевич                          |         | 1836 — 1888 | 29.04.1877               |
| Новицкий, Николай Александрович                     |         | 1825 — 1891 | 30.08.1868               |
| Ностиц, Иван Григорьевич                            |         | 1824 — 1905 | 26.01.1863               |
| Нотбек, Владимир Васильевич                         |         | 1825 — 1894 | 20.07.1865               |
| Оболенский, Алексей Васильевич                      |         | 1819 — 1884 | 17.04.1860               |
| Оболенский, Николай Николаевич                      |         | 1833 — 1898 | 01.01.1878               |
| Обручев, Николай Николаевич                         |         | 1830 — 1904 | 28.03.1871               |
| Овандер Эдуард Эдуардович                           |         | ? — ?       | 30.08.1875               |
| Овандер, Яков Иванович                              |         | 1827 — 1898 | 26.08.1876               |
| Олсуфьев, Адам Васильевич (1833)                    |         | 1833 — 1901 | 30.08.1868               |
| Олсуфьев, Алексей Васильевич                        |         | 1831 — 1915 | 21.09.1868               |
| Ольденбургский, Александр Петрович                  |         | 1844 — 1932 | 28.03.1871               |
| Оржевский, Пётр Васильевич                          |         | 1839 — 1897 | 29.06.1874               |
| Орлов, Давид Иванович                               |         | 1840 — 1916 | 26.02.1878               |
| Орлов, Николай Алексеевич                           |         | 1827 — 1885 | 26.08.1856               |
| Орлов-Давыдов, Анатолий Владимирович                |         | 1837 — 1905 | 16.04.1872               |
| Орлов-Давыдов, Владимир Владимирович                |         | 1837 — 1870 | 06.12.1866               |
| Орлов-Денисов, Николай Фёдорович                    |         | 1839 — 1897 | 01.01.1878               |
| Орловский Николай Осипович                          |         | 1822 — 1895 | 16.05.1871               |
| Оффенберг, Генрих Генрихович                        |         | ? — ?       | 01.01.1878 по 22.05.1880 |
| Парфёнов, Александр Демидович                       |         | 1833 — 1889 | 20.04.1880               |
| Паткуль, Александр Владимирович                     |         | 1817 — 1877 | 17.04.1855               |
| Перелешин, Павел Александрович                      |         | 1821 — 1901 | 15.10.1867               |
| Перовский, Борис Алексеевич                         |         | 1815 — 1881 | 27.03.1858               |
| Петерс, Александр Фёдорович                         |         | 1836 — 1895 | 14.04.1879               |
| Петерс, Амплий Карлович                             |         | 1824 — 1890 | 19.04.1864               |
| Пещуров, Алексей Алексеевич                         |         | 1834 — 1891 | 30.08.1878               |
| Пилар фон Пильхау, Николай Густавович               |         | 1831 — 1886 | 27.03.1866               |
| Пистолькорс, Константин Васильевич                  |         | 1828 — 1877 | 06.08.1871               |
| Плаутин, Сергей Николаевич                          |         | 1837 — 1926 | 30.08.1873               |
| Попов, Андрей Александрович                         |         | 1821 — 1898 | 23.04.1861               |
| Посьет, Константин Николаевич                       |         | 1819 — 1899 | 23.04.1861               |
| Потапов, Александр Львович                          |         | 1818 — 1886 | 30.08.1860               |
| Притвиц, Иван Карлович                              |         | 1833 — 1880 | 28.03.1871               |
| Притвиц, Николай Карлович                           |         | 1835 — 1896 | 01.01.1878               |
| Прокопе, Виктор Борисович                           |         | 1839 — 1906 | 12.12.1878               |
| Протасов-Бахметев, Николай Алексеевич               |         | 1834 — 1907 | 28.03.1871               |
| Пушкин, Александр Александрович                     |         | 1833 — 1914 | 01.07.1880               |
| Рамзай, Георгий Эдуардович                          |         | 1834 — 1918 | 01.01.1878               |
| Раух, Оттон Егорович                                |         | 1834 — 1890 | 25.08.1878               |
| Ребиндер, Александр Алексеевич                      |         | 1826 — 1913 | 30.08.1861               |
| Ребиндер, Константин Григорьевич                    |         | 1824 — 1886 | 30.08.1860               |
| Ребиндер, Николай Григорьевич                       |         | 1830 — 1881 | 06.08.1879               |
| Рейбниц, Константин Карлович                        |         | 1818 — 1884 | 19.05.1868               |
| Рейтерн, Александр Гергардович                      |         | 1824 — 1879 | 30.08.1867               |
| Рихтер, Оттон Борисович                             |         | 1830 — 1908 | 19.04.1864               |
| Родионов, Виктор Алексеевич                         |         | 1821 — 1906 | 30.08.1868               |
| Розенбах, Николай Оттонович                         |         | 1836 — 1901 | 30.08.1872               |
| Романовский, Дмитрий Ильич                          |         | 1825 — 1881 | 12.11.1866               |
| Рылеев, Александр Михайлович                        |         | 1830 — 1907 | 30.08.1867               |
| Альберт Саксен-Альтенбургский                       |         | 1843 — 1902 | 10.02.1878 по 27.02.1885 |
| Салтыков Александр Михайлович                       |         | 1828 — 1903 | 16.04.1872               |
| Самохвалов Михаил Петрович                          |         | 1833 — 188? | 19.02.1880               |
| Самсонов, Александр Петрович                        |         | 1811 — 1882 | 26.08.1856               |
| Свистунов, Александр Павлович                       |         | 1830 — 1893 | 30.08.1870               |
| Святополк-Мирский, Дмитрий Иванович                 |         | 1825 — 1899 | 12.04.1859               |
| Святополк-Мирский, Николай Иванович                 |         | 1833 — 1898 | 30.08.1865               |
| Сержпутовский Осип Адамович                         |         | 1826 — 1900 | 28.03.1871               |
| Сиверс, Евгений Егорович                            |         | 1818 — 1893 | 17.04.1860               |
| Сиверс, Михаил Александрович                        |         | 1834 — ?    | 08.11.1879               |
| Скалон, Василий Данилович                           |         | 1835 — 1907 | 18.12.1877               |
| Скобелев, Дмитрий Иванович                          |         | 1821 — 1879 | 17.04.1860               |
| Скобелев, Михаил Дмитриевич                         |         | 1843 — 1882 | 18.10.1875               |
| Сколков, Иван Григорьевич                           |         | 1819 — 1879 | 17.04.1860               |
| Слепцов, Павел Николаевич                           |         | 1822 — 1882 | 30.08.1861               |
| Стенбок-Фермор, Алексей Александрович               |         | 1835 — 1916 | 30.08.1875               |
| Стеценко, Василий Александрович                     |         | 1822 — 1901 | 28.10.1866               |
| Столыпин, Аркадий Дмитриевич                        |         | 1821 — 1899 | 01.01.1859               |
| Стрижевский, Евгений Львович                        |         | ? — 1885    | 19.02.1880               |
| Струков, Александр Петрович                         |         | 1840 — 1911 | 10.07.1877               |
| Стюрлер, Александр Николаевич                       |         | 1825 — 1901 | 17.04.1860               |
| Сумароков-Эльстон, Феликс Николаевич                |         | 1820 — 1877 | 28.01.1860               |
| Тарковский, Шамсутдин-Хан                           |         | 1818 — 1874 | 30.08.1868               |
| Татищев, Леонид Александрович                       |         | 1827 — 1881 | 27.03.1866               |
| Татищев, Николай Дмитриевич                         |         | 1829 — 1907 | 01.01.1878               |
| Таубе, Максим Антонович                             |         | 1826 — 1910 | 29.06.1874               |
| Тетенборн, Александр Карлович                       |         | ? — ?       | 17.04.1860 по 16.04.1867 |
| Тидебель, Сигизмунд Андреевич                       |         | 1824 — 1890 | 24.11.1869               |
| Тимашев, Александр Егорович                         |         | 1818 — 1893 | 22.09.1855               |
| Тимофеев, Алексей Алексеевич                        |         | 1827 — 1889 | 28.03.1871               |
| Толстой, Егор Петрович                              |         | 1802 — 1874 | 05.06.1855               |
| Толстой, Илларион Николаевич                        |         | 1834 — 1904 | 30.08.1875               |
| Толь, Николай Карлович                              |         | 1819 — 1880 | 28.01.1860               |
| Тотлебен, Эдуард Иванович                           |         | 1818 — 1884 | 10.04.1855               |
| Трепов, Фёдор Фёдорович                             |         | 1812 — 1889 | 01.01.1865               |
| Троцкий, Виталий Николаевич                         |         | 1835 — 1901 | 22.07.1873               |
| Трубецкой, Сергей Никитич (1829)                    |         | 1829 — 1899 | 27.09.1871               |
| Тучков, Михаил Павлович                             |         | 1832 — 1890 | 30.08.1875               |
| Тучков, Николай Павлович                            |         | 1834 — 1893 | 01.01.1878               |
| Унковский, Иван Семёнович                           |         | 1822 — 1886 | 17.04.1860               |
| Федоровский, Михаил Яковлевич                       |         | 1825 — 1881 | 28.03.1871               |
| Фельдман, Фёдор Александрович                       |         | 1835 — 1902 | 01.01.1878               |
| Фредерикс, Владимир Борисович                       |         | 1838 — 1927 | 01.01.1879               |
| Фредерикс, Платон Александрович                     |         | 1828 — 1888 | 08.11.1864               |
| Фуллон Фёдор Александрович                          |         | 1835 — 1878 | 01.01.1878               |
| Хоминский, Станислав Фаддеевич                      |         | 1807 — 1886 | 01.01.1863               |
| Цеймерн, Николай Максимович                         |         | 1839 — 1915 | 30.08.1879               |
| Церетели, Нестор Дмитриевич                         |         | 1829 — 1883 | 30.08.1869               |
| Чавчавадзе, Давид Александрович                     |         | 1817 — 1884 | 24.09.1861               |
| Чавчавадзе, Николай Зурабович                       |         | 1830 — 1897 | 26.02.1872               |
| Чебышев, Николай Дмитриевич                         |         | 1815 — 1866 | 30.08.1858               |
| Челищев, Алексей Александрович                      |         | 1836 — 1894 | 01.01.1878               |
| Челокаев, Илья Заалович                             |         | 1823 — 1877 | 30.08.1872               |
| Черевин, Пётр Александрович                         |         | 1837 — 1897 | 17.10.1878               |
| Чертков, Григорий Иванович                          |         | 1828 — 1884 | 16.06.1863               |
| Чертков, Михаил Иванович                            |         | 1829 — 1905 | 17.10.1860               |
| Чингисхан, Губайдулла Джангерович                   |         | 1840 — 1909 | 01.01.1878               |
| Чихачёв, Николай Матвеевич                          |         | 1830 — 1917 | 30.08.1869               |
| Шамшев, Иван Иванович                               |         | 1819 — 1892 | 04.10.1863               |
| Шаховской, Александр Иванович                       |         | 1822 — 1891 | 28.01.1860               |
| Шаховской, Алексей Иванович                         |         | 1821 — 1900 | 17.04.1860               |
| Шаховской, Иван Фёдорович                           |         | 1826 — 1894 | 30.08.1867               |
| Шаховской-Глебов-Стрешнев, Михаил Валентинович      |         | 1836 — 1892 | 24.10.1869               |
| Швебс Константин Александрович                      |         | 1818 — 1875 | 07.12.1867               |
| Шебеко, Николай Игнатьевич                          |         | 1834 — 1904 | 08.09.1872               |
| Шепелев, Александр Дмитриевич                       |         | 1829 — ?    | 06.08.1879               |
| Шереметев, Сергей Алексеевич                        |         | 1836 — 1896 | 16.04.1872               |
| Шестаков, Иван Алексеевич                           |         | 1820 — 1888 | 23.04.1861 по 27.10.1869 |
| Шидловский Михаил Романович                         |         | 1826 — 1880 | 20.04.1869               |
| Шиллинг, Николай Густавович                         |         | 1828 — 1910 | 09.06.1877               |
| Шильдер, Николай Карлович                           |         | 1842 — 1902 | 15.09.1878               |
| Шильдер-Шульднер, Юрий Иванович                     |         | 1816 — 1878 | 13.04.1870               |
| Шмидт, Владимир Петрович                            |         | 1827 — 1909 | 17.07.1877               |
| Шмидт, Георгий Иванович                             |         | 1835 — 1881 | 19.02.1880               |
| Шмит, Константин Конрадович                         |         | 1835 — 1894 | 10.02.1878               |
| Штакельберг, Карл Карлович                          |         | 1816 — 1887 | 30.08.1858               |
| Штакельберг, Оттон Оттонович                        |         | 1838 — 1882 | 03.02.1878               |
| Штрандман, Николай Карлович                         |         | 1835 — 1900 | 30.08.1875               |
| Шувалов, Павел Андреевич                            |         | 1830 — 1908 | 30.08.1864               |
| Шувалов, Пётр Андреевич                             |         | 1827 — 1889 | 06.12.1857               |
| Шульман, Фёдор Густавович                           |         | 1829 — 1865 | 06.08.1861               |
| Щёголев, Александр Петрович                         |         | 1832 — 1914 | 29.10.1878               |
| Эйлер, Николай Павлович                             |         | 1822 — 1882 | 30.08.1864               |
| Эллис, Александр Вениаминович                       |         | 1825 — 1907 | 17.08.1870               |
| Эллис, Николай Вениаминович                         |         | 1829 — 1902 | 30.08.1875               |
| Эрнрот, Густав Густавович                           |         | ? — 1911    | 30.08.1864               |
| Эссен, Александр Антонович                          |         | 1829 — 1888 | 27.03.1866               |
| Эттер, Николай Павлович                             |         | 1833 — 1891 | 27.07.1876               |
| Эттер, Севастьян Павлович                           |         | 1829 — 1883 | 30.08.1869               |
| Юсуф-Бек                                            |         | 1806 — 1878 | 26.08.1856               |
| Янковский, Людвиг Антонович                         |         | ? — ?       | 30.08.1867               |
| Яфимович, Михаил Матвеевич                          |         | 1804 — 1872 | 19.02.1855               |
| Яшвиль, Владимир Владимирович                       |         | 1813 — 1864 | 30.08.1858               |

### ЦарствованиеАлександра III(1881—1894)
| ФИО                                     | Портрет | Дата жизни  | Дата назначения |
| --------------------------------------- | ------- | ----------- | --------------- |
| Аргамаков, Константин Фёдорович         |         | 1836 — 1907 | 02.03.1881      |
| Барятинский, Владимир Анатольевич       |         | 1843 — 1914 | 06.12.1889      |
| Басаргин, Владимир Григорьевич          |         | 1838 — 1893 | 26.02.1886      |
| Васильковский, Антон Степанович         |         | 1824 — 1895 | 02.03.1881      |
| Гессе, Пётр Павлович                    |         | 1846 — 1905 | 26.02.1889      |
| Голенищев-Кутузов, Александр Васильевич |         | 1846 — 1897 | 06.11.1887      |
| Голицын, Дмитрий Борисович              |         | 1850 — 1920 | 30.08.1891      |
| Долгоруков, Николай Сергеевич           |         | 1840 — 1913 | 26.02.1882      |
| Ломен, Николай Николаевич               |         | 1843 — 1909 | 30.08.1893      |
| Оболенский, Владимир Сергеевич          |         | 1847 — 1891 | 30.08.1891      |
| Олсуфьев, Александр Васильевич          |         | 1843 — 1907 | 30.08.1891      |
| Шереметев, Владимир Алексеевич          |         | 1847 — 1893 | 30.08.1892      |

### ЦарствованиеНиколая II(1894—1917)
| ФИО                                                 | Портрет | Дата жизни   | Дата назначения                       |
| --------------------------------------------------- | ------- | ------------ | ------------------------------------- |
| Абаза, Алексей Михайлович                           |         | 1853 — 1915  | 06.05.1902                            |
| Абалешев, Александр Александрович                   |         | 1871 — 1918  | 15.08.1914                            |
| Александр Михайлович                                |         | 1866 — 1933  | 01.01.1903                            |
| Андрей Владимирович                                 |         | 1879 — 1956  | 15.08.1915                            |
| Адрианов, Александр Александрович                   |         | 1861 — 1918  | 30.08.1912                            |
| Арапов, Пётр Иванович                               |         | 1871 — 1930  | 25.03.1912                            |
| Арсеньев, Евгений Константинович                    |         | 1873 — 1938  | 01.05.1915                            |
| Багратион-Мухранский, Александр Ираклиевич          |         | 1853 — 1918  | 1905                                  |
| Бакулин, Владимир Дмитриевич                        |         | 1857 — 1913  | 08.12.1906                            |
| Барятинский, Анатолий Владимирович                  |         | 1871 — 1924  | 24.09.1914                            |
| Безобразов, Владимир Михайлович                     |         | 1857 — 1932  | 26.09.1906                            |
| Белосельский-Белозерский, Константин Эсперович      |         | 1843 — 1920  | 14.05.1896                            |
| Белосельский-Белозерский, Сергей Константинович     |         | 1867 — 1951  | 23.04.1911                            |
| Бенкендорф, Павел Константинович                    |         | 1853 — 1921  | 14.05.1896                            |
| Бернов, Евгений Иванович                            |         | 1855 — 11917 | 09.05.1911                            |
| Бибиков, Сергей Ильич                               |         | 1851 — 1903  | 06.05.1898                            |
| Богаевский, Африкан Петрович                        |         | 1873 — 1934  | 27.09.1915                            |
| Борис Владимирович                                  |         | 1877 — 1943  | 23.11.1914                            |
| Будберг, Николай Александрович                      |         | 1856 — 1921  | 07.03.1906                            |
| Бухарский Сеид-Алим-хан                             |         | 1880 — 1944  | 13.05.1911                            |
| Верман, Фёдор Фёдорович                             |         | 1868 — 1932  | 21.06.1914                            |
| Вершинин, Алексей Львович                           |         | 1857 — 1922  | 14.01.1906                            |
| Весёлкин, Михаил Михайлович                         |         | 1871 — 1918  | 06.12.1915                            |
| Вогак, Константин Ипполитович                       |         | 1859 — 1923  | 06.05.1903                            |
| Воеводский, Степан Аркадьевич                       |         | 1859 — 1937  | 30.06.1907                            |
| Воейков, Владимир Николаевич                        |         | 1868 — 1947  | 06.12.1909                            |
| Волков, Евгений Николаевич                          |         | 1864 — 1933  | 18.04.1910                            |
| Волков, Николай Александрович                       |         | 1870 — 1954  | 30.07.1917                            |
| Вольф, Константин Маврикиевич                       |         | 1856 — 1921  | 21.06.1911                            |
| Вяземский, Николай Александрович                    |         | 1857 — 1925  | 1913                                  |
| Гагарин, Александр Петрович                         |         | 1857 — 1903  | 01.06.1902 — 1903                     |
| Гадон, Владимир Сергеевич                           |         | 1860 — 1937  | 1905 по 21.06.1906 и 01.06.1912       |
| Гартман, Борис Егорович                             |         | 1878 — 1950  | 25.03.1915                            |
| Гейден, Александр Фёдорович                         |         | 1859 — 1919  | 13.04.1908                            |
| Георгий Михайлович                                  |         | 1863 — 1919  | 06.05.1903                            |
| Гернгросс, Евгений Александрович                    |         | 1855 — 1912  | 05.08.1906                            |
| Гилленшмидт, Яков Фёдорович                         |         | 1870 — 1918  | 06.05.1913                            |
| Гольтгоер, Константин Александрович                 |         | 1865 — 1933  | 06.05.1912                            |
| Граббе, Александр Николаевич                        |         | 1864 — 1947  | 02.01.1914                            |
| Граббе, Михаил Николаевич                           |         | 1868 — 1942  | 25.03.1912                            |
| Гринвальд, Артур Александрович                      |         | 1847 — 1922  | 14.05.1896                            |
| Гротен, Павел Павлович                              |         | 1870 — 1962  | 10.04.1916                            |
| Гулевич, Арсений Анатольевич                        |         | 1866 — 1947  | 27.06.1909                            |
| Дашков, Дмитрий Яковлевич                           |         | 1853 — ?     | 25.10.1909                            |
| Дедюлин, Владимир Александрович                     |         | 1858 — 1913  | 07.01.1906                            |
| Дельсаль, Пётр Алексеевич                           |         | 1861 — 1930  | 17.04.1911                            |
| Дерфельден, Христофор Платонович                    |         | 1851 — 1909  | 09.05.1904                            |
| Джунковский, Владимир Фёдорович                     |         | 1865 — 1938  | 06.08.1908                            |
| Джунковский, Степан Степанович                      |         | 1868 — 1926  | 14.11.1915                            |
| Дмитрий Константинович                              |         | 1860 — 1919  | 05.04.1898                            |
| Добровольский, Николай Васильевич                   |         | 1864 — 1917  | 1909                                  |
| Долгоруков, Александр Николаевич                    |         | 1872 — 1948  | 05.11.1914                            |
| Долгоруков, Василий Александрович                   |         | 1868 — 1918  | 25.03.1912                            |
| Долгорукий, Сергей Александрович                    |         | 1872 — 1933  | 22.03.1915                            |
| Драгомиров, Владимир Михайлович                     |         | 1867 — 1928  | 06.05.1908                            |
| Драчевский, Даниил Васильевич                       |         | 1858 — 1918  | 1909 — 1912                           |
| Дрентельн, Александр Александрович                  |         | 1868 — 1925  | 28.11.1915                            |
| Думбадзе, Иван Антонович                            |         | 1851 — 1916  | 06.12.1912                            |
| Евреинов, Сергей Владимирович                       |         | 1858 — 1914  | 23.11.1912                            |
| Енгалычев, Николай Александрович                    |         | 1862 — 1926  | 18.08.1912                            |
| Енгалычев, Павел Николаевич                         |         | 1864 — 1944  | 1905                                  |
| Епанчин, Николай Алексеевич                         |         | 1857 — 1941  | 13.12.1902                            |
| Живкович, Илья Петрович                             |         | 1853 — 1907  | 1907                                  |
| Жирар-де-Сукантон, Лев Фёдорович                    |         | 1855 — 1918  | 13.05.1906                            |
| Житкевич, Владимир Александрович                    |         | 1865 — 1920  | 24.01.1915                            |
| Игнатьев, Николай Николаевич                        |         | 1872 — 1962  | 22.03.1915                            |
| Иессен, Карл Петрович                               |         | 1852 — 1918  | 11.08.1904                            |
| Кантакузин-Сперанский, Михаил Михайлович            |         | 1875 — 1955  | 21.11.1915                            |
| Кауфман, Алексей Михайлович                         |         | 1861 — 1934  | 10.04.1911                            |
| Келлер, Фёдор Артурович                             |         | 1857 — 1918  | 31.05.1907                            |
| Кедров, Михаил Александрович                        |         | 1878 — 1945  | 28.06.1916                            |
| Кирилл Владимирович                                 |         | 1876 — 1938  | 23.02.1915                            |
| Киселевский, Николай Михайлович                     |         | 1866 — 1939  | 17.05.1909                            |
| Клюев Николай Алексеевич                            |         | 1859 — 1921  | 17.12.1906                            |
| Княжевич, Дмитрий Максимович                        |         | 1874 — 1918  | 22.03.1915                            |
| Княжевич, Николай Антонинович                       |         | 1871 — 1950  | 23.04.1912                            |
| Комаров, Владимир Александрович                     |         | 1861 — 1918  | 03.09.1907                            |
| Комстадиус, Николай Николаевич                      |         | 1866 — 1917  | 1907                                  |
| Константин Константинович                           |         | 1858 — 1915  | 05.04.1898                            |
| Кочубей, Виктор Сергеевич                           |         | 1860 — 1923  | 14.12.1899                            |
| Кульнев, Илья Яковлевич                             |         | 1856 — 1910  | 1908                                  |
| Лауниц, Владимир Фёдорович фон дер                  |         | 1855 — 1906  | 03.05.1906                            |
| Левшин, Дмитрий Фёдорович                           |         | 1876 — 1947  | 06.11.1915                            |
| Георгий Максимилианович, 6-й герцог Лейхтенбергский |         | 1852 — 1912  | 30.07.1904                            |
| Лечицкий, Платон Алексеевич                         |         | 1856 — 1923  | 14.02.1905                            |
| Литвинов, Владимир Иванович                         |         | 1857 — 1919  | 29.03.1909                            |
| Маннергейм, Карл Густав Эмиль                       |         | 1867 — 1951  | 05.10.1912                            |
| Масальский, Владимир Николаевич                     |         | 1860 — 1940  | 23.04.1906                            |
| Маслов, Михаил Евгеньевич                           |         | 1867 — 1936  | 28.04.1916                            |
| Мдивани, Захарий Асланович                          |         | 1867 — 1933  | 18.01.1915                            |
| Мезенцов, Сергей Петрович                           |         | 1866 — 1937  | 03.01.1910                            |
| Мейендорф, Александр Егорович                       |         | 1848 — 1907  | 1901                                  |
| Георгий Георгиевич Мекленбург-Стрелицкий            |         | 1859 — 1909  | 1906                                  |
| Менгден, Георгий Георгиевич                         |         | 1861 — 1917  | 06.05.1908                            |
| Мин, Георгий Александрович                          |         | 1855 — 1906  | 07.01.1906                            |
| Михаил Александрович                                |         | 1878 — 1918  | 23.08.1914                            |
| Мищенко, Павел Иванович                             |         | 1853 — 1918  | 11.08.1904                            |
| Мосолов, Александр Александрович                    |         | 1854 — 1939  | 06.05.1902                            |
| Нарышкин, Кирилл Анатольевич                        |         | 1868 — 1920  | 06.12.1916                            |
| Нахичеванский, Гусейн Хан                           |         | 1863 — 1919  | 30.07.1907                            |
| Некрасов, Константин Герасимович                    |         | 1864 — 1917  | 10.04.1911                            |
| Николаев, Александр Николаевич                      |         | 1850 — 1916  | 11.01.1899                            |
| Николаев, Павел Тимофеевич                          |         | 1862 — 1916  | 17.04.1911                            |
| Нилов, Константин Дмитриевич                        |         | 1856 — 1919  | 22.07.1905                            |
| Нирод, Фёдор Максимилианович                        |         | 1871 — 1952  | 19.03.1914                            |
| Новицкий, Евгений Фёдорович                         |         | 1867 — 1931  | 21.11.1912                            |
| Ностиц, Григорий Иванович                           |         | 1862 — 1926  | 17.12.1914                            |
| Оболенский, Александр Николаевич                    |         | 1872 — 1924  | 1916                                  |
| Оболенский, Владимир Николаевич                     |         | 1865 — 1927  | 26.08.1912                            |
| Оболенский, Николай Дмитриевич                      |         | 1859 — 1912  | 11.08.1904                            |
| Озеров, Сергей Сергеевич                            |         | 1852 — 1920  | 06.12.1899 по 21.06.1906 и 30.05.1912 |
| Ольденбургский, Пётр Александрович                  |         | 1868 — 1924  | 06.05.1913                            |
| Орановский, Николай Алоизиевич                      |         | 1869 — 1935  | 27.04.1913                            |
| Орлов, Александр Афиногенович                       |         | 1865 — 1908  | 17.04.1905                            |
| Орлов, Алексей Николаевич                           |         | 1867 — 1916  | 19.07.1909                            |
| Орлов, Владимир Николаевич                          |         | 1868 — 1927  | 06.12.1909                            |
| Орлов, Иван Давыдович                               |         | 1870 — 1918  | 23.01.1914                            |
| Орлов, Пётр Петрович                                |         | 1874 — 1929  | 22.03.1915                            |
| Офросимов, Павел Александрович                      |         | 1872 — 1946  | 16.10.1915                            |
| Павлов, Александр Александрович                     |         | 1867 — 1935  | 1909 по 24.09.1914                    |
| Пётр Николаевич                                     |         | 1864 — 1931  | 06.05.1903                            |
| Петрово-Соловово, Борис Михайлович                  |         | 1861 — 1925  | 06.11.1905                            |
| Подымов, Борис Александрович                        |         | 1866 — 1931  | 27.12.1912                            |
| Половцов, Андрей Петрович                           |         | 1868 — 1938  | 06.12.1912                            |
| Погуляев, Сергей Сергеевич                          |         | 1873 — 1961  | 29.02.1916                            |
| Порецкий, Александр Николаевич                      |         | 1855 — 1915  | 30.07.1904                            |
| Преженцов, Яков Богданович                          |         | 1854 — 1911  | 21.06.1902                            |
| Раух, Георгий Оттонович                             |         | 1860 — 1936  | 17.04.1905 по 09.09.1908              |
| Рейнбот, Анатолий Анатольевич                       |         | 1868 — 1918  | 06.12.1906                            |
| Ресин, Алексей Алексеевич                           |         | 1866 — ?     | 06.12.1914                            |
| Родионов, Алексей Викторович                        |         | 1853 — 1919  | 31.12.1905                            |
| Рожественский, Зиновий Петрович                     |         | 1848 — 1909  | 1902                                  |
| Розеншильд фон Паулин, Анатолий Николаевич          |         | 1860 — 1929  | 22.04.1906 по 14.02.1909              |
| Рооп, Владимир Христофорович                        |         | 1865 — 1929  | 05.06.1911                            |
| Рыдзевский, Константин Николаевич                   |         | 1852 — 1929  | 06.05.1898                            |
| Сазонов, Дмитрий Петрович                           |         | 1868 — 1933  | 23.11.1915                            |
| Салтыков, Иван Николаевич                           |         | 1870 — 1941  | 23.02.1913                            |
| Семёнов, Владимир Григорьевич                       |         | 1857 — 1908  | 20.03.1906                            |
| Сергей Михайлович                                   |         | 1869 — 1918  | 10.03.1904                            |
| Скалон, Михаил Николаевич                           |         | 1874 — 1940  | 21.05.1915                            |
| Скоропадский, Павел Петрович                        |         | 1873 — 1945  | 25.03.1912                            |
| Сперанский, Сергей Иванович                         |         | 1845 — 1914  | 1896                                  |
| Сумароков-Эльстон, Феликс Феликсович                |         | 1856 — 1928  | 09.12.1905                            |
| Татищев, Илья Леонидович                            |         | 1859 — 1918  | 06.12.1905                            |
| Толстой, Николай Михайлович                         |         | 1857 — 1915  | 1907                                  |
| Трепов, Дмитрий Фёдорович                           |         | 1855 — 1906  | 06.04.1903                            |
| Трубецкой, Георгий Иванович                         |         | 1866 — 1926  | 31.05.1907                            |
| Фельдман, Эспер Александрович                       |         | 1854 — 1913  | 1910                                  |
| Ферзен, Николай Павлович                            |         | 1858 — 1921  | 14.02.1909                            |
| Хивинский Сеид-Асфендиар                            |         | 1871 — 1918  | 30.05.1911                            |
| Чагин, Иван Иванович                                |         | 1860 — 1912  | 29.03.1909                            |
| Чебыкин, Александр Нестерович                       |         | 1857 — 1920  | 06.12.1912                            |
| Шаховской, Яков Иванович                            |         | 1846 — 1899  | 1897                                  |
| Шебеко, Вадим Николаевич                            |         | 1864 — 1943  | 14.04.1913                            |
| Шевич, Георгий Иванович                             |         | 1871 — 1966  | 22.03.1915                            |
| Шереметев, Александр Дмитриевич                     |         | 1859 — 1931  | 27.06.1909                            |
| Шипов, Николай Николаевич                           |         | 1873 — 1958  | 13.01.1917                            |
| Шипов, Павел Дмитриевич                             |         | 1860 — 1919  | 06.05.1913                            |
| Шувалов, Андрей Петрович                            |         | 1865 — 1928  | 25.03.1912                            |
| Щербачёв, Дмитрий Григорьевич                       |         | 1857 — 1932  | 09.02.1906                            |
| Эрдели, Иван Георгиевич                             |         | 1870 — 1939  | 23.03.1911                            |
| Эристов, Александр Николаевич                       |         | 1873 — 1955  | 22.10.1915                            |
| Эссен, Николай Оттович фон                          |         | 1860 — 1915  | 1907                                  |
| Эттер, Иван Севастьянович                           |         | 1863 — 1938  | 06.05.1915                            |
| Яблочкин, Владимир Александрович                    |         | 1864 — 1931  | 17.08.1911                            |